# لوكا مودريتش
لوكا مودريتش (تلفظ كرواتي: [lû:ka mǒ:dritɕ]؛ مواليد 9 سبتمبر 1985) هو لاعب كرة قدم كرواتي يلعب في مركز الوسط مع نادي إيه سي ميلان في الدوري الإيطالي وقائد المنتخب الكرواتي. يلعب مودريتش باعتباره لاعب خط وسط مركزي، ولكن يمكنه أيضًا أن يلعب باعتباره لاعب خط وسط هجومي أو دفاعي. يُنظر إليه على نطاق واسع على أنه أحد أفضل لاعبي خط الوسط في جيله، وأعظم لاعب كرة قدم كرواتي عبر التاريخ، كما حصل لوكا على جائزة أفضل لاعب في العالم في سبتمبر 2018.
وُلد مودريتش في زادار، ووقع مع دينامو زغرب في عام 2002 بعد أن برزت موهبته مع فريق الشباب لنادي مسقط رأسه. واستمر تطوره مع زغرب قبل إعارته لموسمين إلى زرينيسكي موستار وإنتر زابريسيتش على التوالي. شارك لأول مرة مع دينامو في عام 2005 وفاز معهم بثلاث ألقاب متتالية في الدوري والكأس المحلي، وحصل على جائزة أفضل لاعب في في الدوري الكرواتي لعام 2007. وفي عام 2008 وانتقل إلى نادي توتنهام هوتسبير الإنجليزي مقابل رسوم انتقال قياسية وهي 16.5 مليون جنيه إسترليني. حيث قاد توتنهام للوصول لأول مرة منذ ما يقرب الـ50 سنة إلى دور ربع نهائي من دوري أبطال أوروبا 2010–11.
بعد موسم 2011–12، انضم مودريتش إلى ريال مدريد مقابل 30 مليون جنيه إسترليني، حيث أصبح أحد اللاعبين الأساسيين تحت قيادة المدرب الإيطالي كارلو أنشيلوتي وساعد الفريق للفوز بالعاشرة التاريخية (لا ديسيما)، وكان ضمن تشكيلة الفريق الأساسية. فاز بعدها بثلاثة ألقاب متتالية من دوري أبطال أوروبا منذ عام 2016 حتى عام 2018، وكان في جميع السنوات الثلاث من ضمن تشكيلة الفريق الأساسية، بالإضافة إلى حصوله على جائزة أفضل لاعب وسط في الدوري الإسباني لعام 2016 للمرة الثانية في مسيرته، وحصل على جائزة أفضل لاعب وسط في أوروبا في عام 2017. وقد فاز بـ 28 بطولة رئيسية مع ريال مدريد بما في ذلك ستة ألقاب في دوري أبطال أوروبا، وأربعة القاب في الدوري الإسباني، ولقبان في كأس الملك وخمسة ألقاب في كأس العالم للأندية. حصل على جائزة أفضل لاعب وسط في الدوري الإسباني لعام 2016 للمرة الثانية، وجائزة أفضل لاعب وسط في أوروبا لعامي 2017، و2018 من جوائز الاتحاد الأوروبي لكرة القدم. وفي عام 2015، أصبح أول لاعب كرواتي يتم ضمه في تشكيلة الفيفا السنوية "فيفبرو"، وقد ادرج فيها بشكل متتالي حتى عام 2019، وكذلك في جائزة اليويفا لأفضل فريق من عام 2016 إلى 2018. في 2018، أصبح مودريتش أول لاعب كرواتي يفوز بجائزة أفضل لاعب في أوروبا، وبفوزه بجائزة الفيفا لأفضل لاعب وجائزة الكرة الذهبية أصبح أول لاعب بخلاف كريستيانو رونالدو أو ليونيل ميسي يحصل على هذه الجوائز منذ أكثر من عقد. في عام 2019، حصل على جائزة القدم الذهبية عن نتائجه المهنية والشخصية.
شارك مودريتش في أول مباراة دولية له ضد الأرجنتين في مارس 2006، وسجل أول هدف دولي له في مباراة ودية ضد إيطاليا. بوجود مودريتش إلى جانب إيفان راكيتيتش وماريو ماندجوكيتش قيل بإن هذا الفريق هو الجيل الذهبي الثاني لكرواتيا؛ حيث شارك منذ ذلك الحين في جميع البطولات الكبرى التي تأهلت إليها كرواتيا، وهي كأس العالم 2006 ويورو 2008 ويورو 2012 وكأس العالم 2014 ويورو 2016 وكأس العالم 2018. وفي يورو 2008 كان ضمن تشكيلة البطولة، ليصبح ثاني كرواتي يحقق هذا الإنجاز. بعد الإقصاء من مرحلة المجموعات في أول بطولتين لكأس العالم، قاد مودريتش كرواتيا إلى نهائي كأس العالم 2018، حيث احتلوا المركز الثاني كوصيف للبطولة، وحصل على جائزة الكرة الذهبية لأفضل لاعب في البطولة. في عام 2015، أصبح أول لاعب كرواتي يكون ضمن تشكيلة فيفبرو، وكان أيضاً ضمن التشكيلة لعامي 2016 و2017، بالإضافة لكونه ضمن فريق الاتحاد الأوروبي لعامي 2016 و2017. وقد حصل على جائزة أفضل لاعب كرواتي ست مرات، ليعادل الأسطورة الكرواتية دافور شوكر كأكثر لاعبان فازوا بالجائزة عبر التاريخ. حصل لوكا على جائزة أفضل لاعب في العالم لعام 2018، وشكر لوكا زملائه في ريال مدريد وكرواتيا وأشاد بدورهم في حصوله على هذه الجائزة، كما شكر المرشحين الآخرين على الجائزة محمد صلاح وكريستيانو رونالدو على ما قدماه هذه السنة، وأنهما لاعبان رائعان ويستحقان هذهِ الجائزة.

## النشأة
ولد لوكا مودريتش في 9 سبتمبر 1985 ونشأ في قرية موديريتشي والتي هي جزء زاتون أوبوروفكاكي، وهي قرية قريبة من مدينة زادار في جمهورية كرواتيا الاشتراكية، التي كانت جزءًا من جمهورية يوغوسلافيا الاشتراكية الاتحادية. وهو أكبر أخوته في السن. تزامنت طفولته مع حرب الاستقلال الكرواتية–في عام 1991، عندما تصاعدت الحرب، أجبرت عائلته على الفرار من المنطقة. انضم والده للجيش الكرواتي. تم إعدام جد لوكا وستة مدنيين مسنين آخرين من قبل المتمردين الصرب الكروات الذين كانوا جزءًا من شرطة منطقة الحكم الذاتي الصربية في كرايينا في ديسمبر 1991 بقرية جيسينيس، وتم حرق منزلهم.

## المسيرة الكروية

### البداية المبكرة
بدأ اللاعب الشاب مسيرته مع فريق الشباب لنادي زادار مسقط رأس الأيقونة الكرواتية منذ عام 1996 حتى أواخر عام 2001. وقد لمع بريق اللاعب الشاب مما مهد إلى انتقاله إلى بطل الدوري الكرواتي دينامو زغرب عام 2002 لتبدأ مسيرته الاحترافية هناك في دينامو.
بعد موسم واحد مع نادي دينامو زغرب للشباب، تمت إعارة مودريتش في عام 2003 إلى زرينيسكي موستار في دوري البوسنة والهرسك الممتاز. خلال هذه الفترة، أسس أسلوبه المتنوع في اللعب وأصبح أفضل لاعب في الدوري البوسني الممتاز وهو في عمر الـ18 عام فقط. قال مودريتش في وقت لاحق: «من يمكنه اللعب في الدوري البوسني، يمكنه اللعب في أي مكان» في إشارة إلى طبيعة الدوري الجسدية. في السنة التالية، تم إعارته إلى النادي الكرواتي إنتر زابريسيتش. قضى هناك موسم واحد، حيث ساعد الفريق في الحصول على المركز الثاني في الدوري الكرواتي الممتاز ليحجز معهم مكانًا في تصفيات كأس الاتحاد الأوروبي. كما فاز بجائزة أفضل لاعب كرواتي واعد 2004. عاد إلى دينامو زغرب في عام 2005.

### دينامو زغرب
في عام 2005، وقع مودريتش أول عقد طويل له مع نادي دينامو زغرب، لمدة عشر سنوات. مع أرباح عقده، اشترى شقة في زادار لعائلته. حصل على مكان أساسي في فريق دينامو الأول، حيث ساهم بـ7 أهداف في 31 مباراة ليساعدهم على الفوز بالدوري. في موسم 2006–07، فاز دينامو زغرب مرة أخرى في الدوري بمساهمة مماثلة من مودريتش، كونه صانع الألعاب الرئيسي للمهاجم إدواردو دا سيلفا، والذي ساعد بدوره هو الآخر مودريتش في الفوز بجائزة أفضل لاعب في الدوري الكرواتي الممتاز. قاد مودريتش محاولة دينامو زغرب في التأهل إلى كأس الاتحاد الأوروبي. في المرحلة النهائية مباراة فاصلة، وتحويلها مودريتش ركلة جزاء في المباراة خارج أرضه ضد أياكس أمستردام في المباراة التي انتهت بالتعادل 1–1 بعد الوقت العادي ثم ذهب إلى زغرب على الفوز في المباراة 3–2 في الوقت الإضافي بعد هدفين من زميله ماريو ماندجوكيتش ليأمن فوز ناديه دينامو زغرب. ومع ذلك، فشل دينامو زغرب في التقدم إلى ما بعد مرحلة المجموعات. في آخر مباراة له على أرضه مع النادي على ملعب ماكسيمير، حصل مودريتش على تصفيق حار ورفع المشجعون لافتات داعمة له. أنهى فترة لعبه لمدة أربع سنوات مع دينامو بتسجيله 31 هدف و29 تمريرة حاسمة في أربع مواسم في الدوري، ساهم بشكل ملحوظ في موسم 2007–08 عندما فاز دينامو بكأس كرواتيا الثاني. مودريتش كان مطلوباً لأندية أوروبية كبيرة مثل برشلونة وأرسنال وتشيلسي، لكنه قرر الانتظار.

### توتنهام هوتسبير

#### 2008–10: الكفاح والنجاح في إنجلترا
في 26 أبريل 2008 وافق مودريتش على الانتقال إلى توتنهام هوتسبير. وكان أولى الصفقات الصيفية للمدرب خواندي راموس، وكان أيضاً أول صفقة انتقال صيفية في الدوري الإنجليزي الممتاز. بعد توقيع العقد لمدة ست سنوات، أكد توتنهام أن الرسوم الانتقال كانت 16.5 مليون جنيه إسترليني، أي ما يعادل أكبر صفقة شراء للنادي والرقم القياسي المسجل من قبل دارين بينت في عام 2007. شارك مودريتش في أول مباراة له في الدوري الإنجليزي في 16 أغسطس في مباراة الهزيمة 2–1 أمام ميدلزبرة على ملعب ريفرسايد في أول مباراة لفريق السبيرز من موسم 2008–09. كانت بداية مودريتش بطيئة مع توتنهام، حيث كان يعاني من اصابة في الركبة.
بعد تعيين المدير هاري ريدناب، أصبح مودريتش يلعب في مركز الوسط المركزي أو الوسط الأيسر، مما أتاح له تأثير أكبر على الفريق واستخدام موهبته الكروية بشكل أكثر إنتاجية، على سبيل المثال في مباراة التعادل 4–4 مع غريمه التقليدي أرسنال في 29 أكتوبر. واعترف ريدناب بأهمية مودريتش وخطط لتشكيل فريقه الجديد حول صانع الألعاب الكرواتي. سجل أول هدف رسمي له مع توتنهام في مباراة التعادل 2–2 أمام سبارتاك موسكو خلال مرحلة المجموعات من كأس الاتحاد الأوروبي في 18 ديسمبر 2008. سجل أول أهدافه في الدوري الإنجليزي الممتاز ضد نيوكاسل يونايتد في مباراة الهزيمة 2–1 خارج ملعبه في 21 ديسمبر. وضع مودريتش في مركزة السابق مع دينامو زغرب جعله أكثر فعالية من ناحية الأدء ضد ستوك سيتي وهال سيتي وبشكل ملحوظ في 21 مارس عندما سجل الهدف الوحيد في مباراة الفوز أمام تشيلسي.

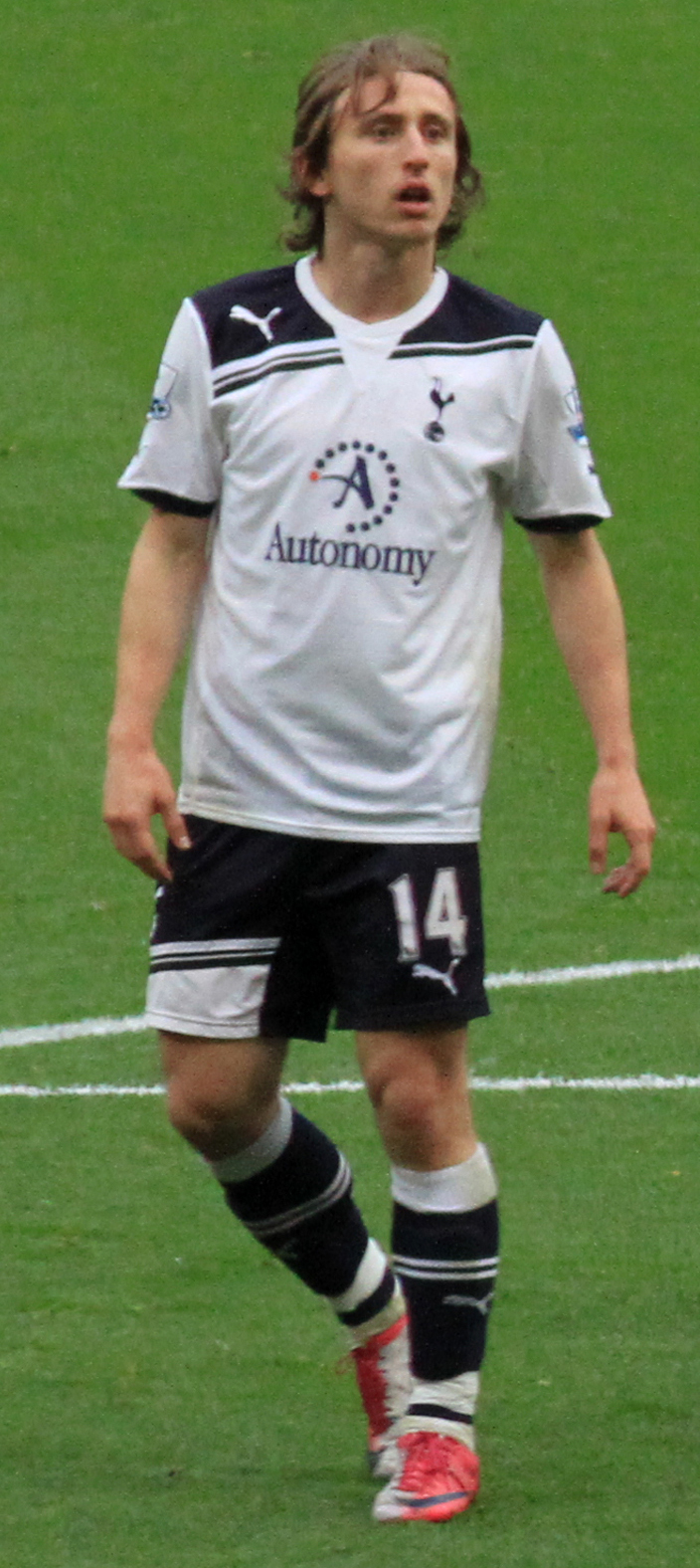
مودريتش مع توتنهام هوتسبير في 2010.

في 29 أغسطس 2009، خلال فوز توتنهام 2–1 على برمنغهام سيتي، تم استبعاد مودريتش من إصابة مشتبه بها في ربلة الساق. في اليوم التالي، تم تأكيد إصابة مودريتش بكسر في الشظية اليمنى وكان من المتوقع أن يغيب عن الملاعب لستة أسابيع.
عاد في 28 ديسمبر في ديربي لندن ضد وست هام يونايتد، الذي فاز به توتنهام 2–0 وسجل مودريتش هدف بالدقيقة 11 باستخدام ساقه التي تعرضت للإصابة. وسجل مرة أخرى في مباراة الفوز على أرضه ضد إيفرتون في 28 فبراير 2010، وفي مباراة الهزيمة 4–2 خارج أرضه ضد بيرنلي يوم 9 مايو.

في 30 مايو 2010، وقع مودريتش عقدًا جديدًا مدته ست سنوات يبقيه حتى عام 2016. عند التوقيع، قال: «لقد منحني توتنهام هوتسبير فرصتي في الدوري الإنجليزي الممتاز وأريد أن أحقق نجاحًا كبيرًا هنا معهم. نعم ، كانت هناك استفسارات من نوادي كبيرة أخرى ، ولكن ليس لدي أي مصلحة في الذهاب إلى أي مكان. إنهينا الموسم الماضي ونحن من ضمن الأربعة الكبار وهذا مؤشراً على ما نحن فيه كنادي ، وأشعر بأنني قادر على الاستمرار في التحسن والاستمرار لتحقيق كل ما أريده في توتنهام».

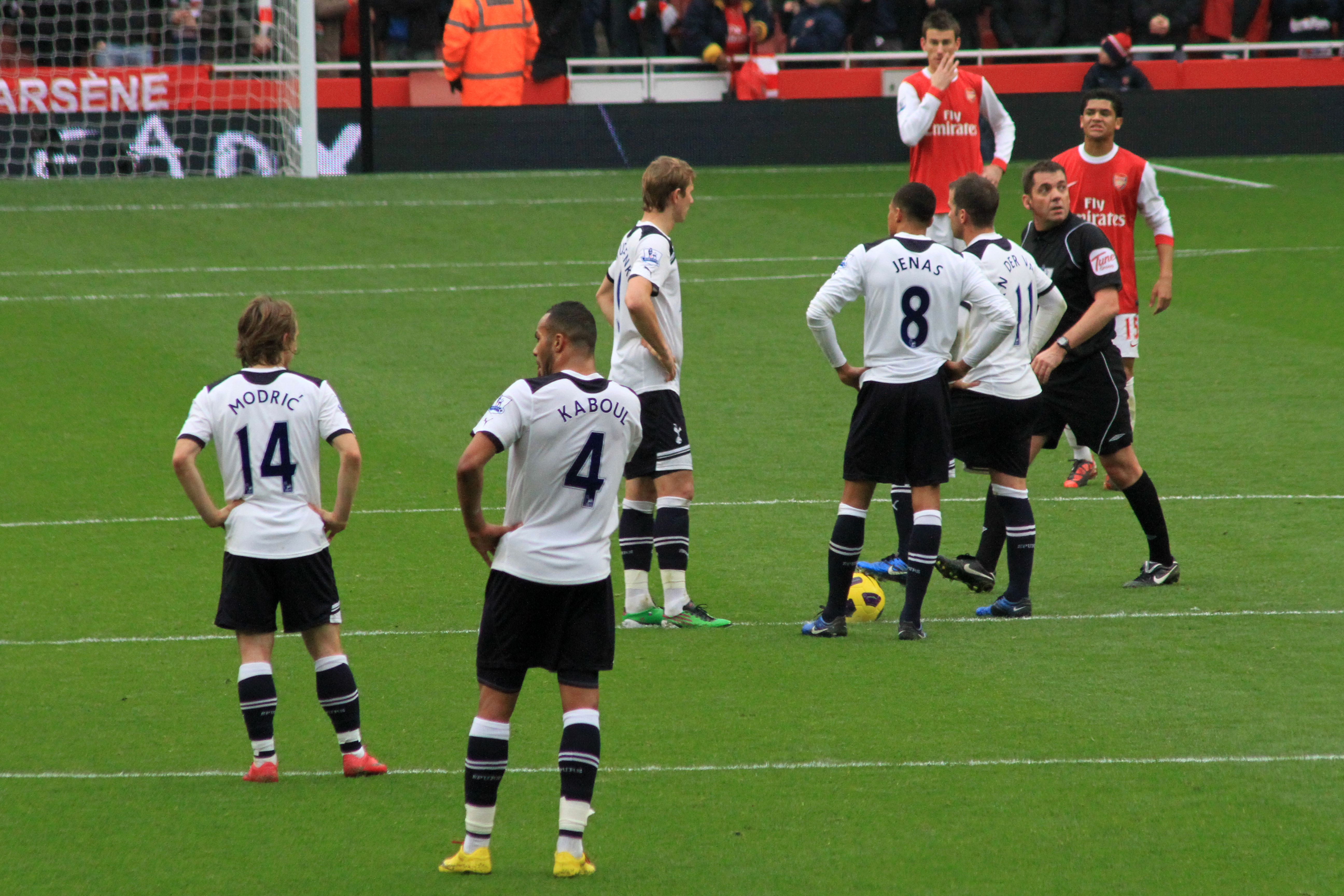
مدريتش (أقصى اليسار، رقم 14)، يستعد لبدء مباراة مع توتنهام ضد أرسنال في نوفمبر 2010.

#### 2010–12: آخر المواسم في إنجلترا
وفي 11 سبتمبر 2010، سجل مودريتش الهدف الأول له في موسم 2010–11 أمام وست بروميتش ألبيون في المباراة التي أنتهت بالتعادل 1–1.
في 28 نوفمبر سجل مودريتش هدف تم تسجيله لاحقًا كهدف من قبل مدافع ليفربول. بعد تعادله مع مانشستر يونايتد على ملعب وايت هارت لين في يناير 2011، امتدح ريدناب مودريتش قائلا: «كان لا يصدق. رائع. إنه لاعب كرة قدم مدهش، الرجل الصغير يأخذ الكرة في المناطق الضيقة وبجانبه العديد من اللاعبين ويستطيع الخروج بسلاسة. يمكنه اللعب في أي فريق في العالم». سجل مودريتش أيضاً في المباراة التي فاز فيها توتنهام 3–2 على ستوك سيتي في 9 أبريل، وسجل من ركلة جزاء على ملعب الأنفيلد في 15 مايو في مباراة الفوز 2–0 أمام ليفربول.
ساعد مودريتش توتنهام للوصول إلى أول مشاركة لهم في دوري أبطال أوروبا. في المباراة الأولى، ضد إنتر ميلان في سان سيرو في 20 أكتوبر، خرج من المباراة مبكرا بسبب الإصابة. خسر توتنهام 4–3، على الرغم من هاتريك غاريث بايل. في مباراة الإياب على أرضه، في 2 نوفمبر، تم منح مودريتش مساحة كبيرة للغاية للتحرك وإملاء إيقاع اللعبة. في المباراة التالية ضد فيردر بريمن، سجل مودريتش الهدف الثاني. بعد تعادل سلبي ضد أي سي ميلان، تم إقصاء توتنهام من البطولة في ربع النهائي من قبل ريال مدريد.
لعب مودريتش 32 مباراة بالدوري الإنجليزي في موسم 2010–11 وسجل ثلاثة أهداف، وصنع هدفين وحقق أعلى متوسط عدد تمريرات في كل مباراة مع توتنهام، بـ62.5 تمريرة في المباراة الواحدة، بمعدل دقة 87.4%. في نهاية الموسم، تم التصويت على أن مودريتش أفضل لاعب في توتنهام. وقال السير أليكس فيرغسون، مدرب مانشستر يونايتد، إن مودريتش أفضل لاعب لهذا العام.
في صيف عام 2011، كان مودريتش متابع بشكل كبير من قبل تشيلسي. قدم تشيلسي في البداية 22 مليون استرليني تليها محاولة أخرى بـ27 مليون جنيه استرليني، وكلاهما رفضت من قبل رئيس توتنهام دانيال ليفي، وذكر أن توتنهام لن يبيع مودريتش بأي ثمن. بعد محاولات فاشلة، أعلن مودريتش أنه يرحب بانتقال محتمل للندن وأنه كان متفق مع دانيال ليفي أن النادي سوف يتلقى العروض من «أندية كبيرة». استمرت الإشاعات طوال فترة الانتقالات الصيفية، وبلغت ذروتها بعد رفض مودريتش اللعب في المباراة الافتتاحية ضد مانشستر يونايتد، والتي أنتهت بالخسارة 3–0. وقال مودريتش إن «الرئيس لم يكن في المكان المناسب» حيث كان مُصر على انتقاله إلى تشيلسي. [74] في اليوم الأخير من فترة الانتقالات، قدم تشيلسي عرضًا بقيمة 40 مليون جنيه استرليني وتم رفضه مرة أخرى.
بعد فشل انتقاله، أخبر هاري ريدناب – المدير الفني لتوتنهام – مودريتش بالتركيز على كرة القدم وتم أختياره في التشكيلة الأساسية. في 18 سبتمبر، سجل أول أهدفه في الموسم بتسديدة من 25 ياردة (23 م) في مباراة فوز الفريق 4–0 على ليفربول. في 14 يناير 2012، سجل مودريتش هدف فريقه الوحيد في امباراة لتعادل أمام وولفرهامبتون واندررز. في 31 يناير في مباراة الفوز 3–1 أمام ويغان أتلتيك، صنع الهدف الأول وسجل الهدف الثاني من 20 ياردة (18 م). سجل مودريتش الهدف الأخير له مع توتنهام في 2 مايو في مباراة الفوز 1–4 خارج أرضه ضد بولتون واندررز، بتسديدة من 25 ياردة في الزاوية العُليا.

### ريال مدريد

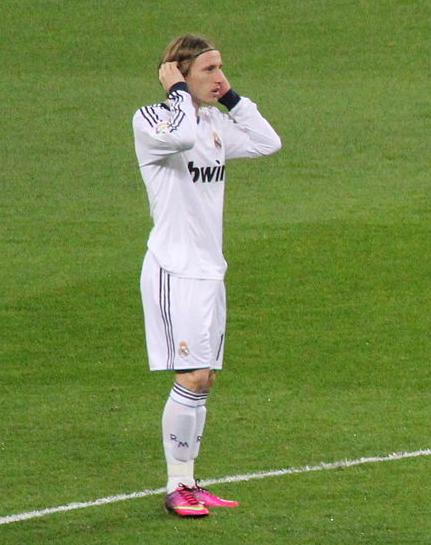
مودريتش يلعب ضد إشبيلية في فبراير 2013.

في 27 أغسطس 2012، أعلن نادي ريال مدريد توصله لإتفاق مع توتنهام هوتسبير بخصوص انتقال لوكا مودريتش إلى مدريد مقابل 30 مليون جنيه استرليني. وقع لوكا عقداً لمدة خمس سنوات مع النادي الإسباني. وفي 17 يوليو 2024 صرّح نادي ريال مدريد بأنه مدّد عقد مودريتش حتى العام 2025.

#### 2012–13: حجز المركز الأساسي في ريال مدريد
بعد التوقيع معه بيومين، لعب لأول مرة مع ريال مدريد ضد برشلونة في كأس السوبر الإسباني 2012 على ملعب سانتياغو برنابيو، ليحل محل مسعود أوزيل في الدقيقة 83، حيث فاز ريال مدريد في النهاية ليحقق مودريتش أول ألقابه مع النادي في أول مباراة له. في مارس عام 2013، استمر شكل مودريتش ونفوذها في خط الوسط في النمو، بتمييز نفسه كلاعب مع معظم التمريرات انتهت في فريقه. يوم 8 مايو، وبمساعدة من الزاوية للهدف الأول، وسجل الهدف الرابع في الفوز 6–2 على نادي مالقا.

#### 2013–15: أفضل لاعب وسط في إسبانيا والعاشرة
وفي موسم 2013–14 مع وصول المدرب الجديد كارلو أنشيلوتي، وأصبح مودريتش واحد من المقبلات الأكثر شيوعاً في الفريق، التي تشاركت في خط الوسط مع ألونسو لتوفير التوازن بين الدفاع والهجوم وكان باستمرار الأكثر كفاءة المارة الفريق بمتوسط معدل كوبنهاغن وسجل الهدف الأول له هذا الموسم في مشاركة دوري أبطال مجموعة ضد النادي وسجل خمسة أهداف فقط من خارج منطقة الجزاء وسجل الهدف الأول له هذا الموسم في الدوري الإسباني 3–0 خارج أرضه ضد خيتافي، الذي شهد الهدف السادس له خارج منطقة الجزاء، لعب مودريتش في نهائي كأس ملك إسبانيا مع ريال مدريد ضد برشلونة وانتهت بفوز مدريد 2–1، وفي 24 مايو في نهائي دوري أبطال أوروبا 2014، مودريتش ساعد مرة أخرى من ركلة ركنية لزميله سيرخيو راموس ليسجل هدف التعادل في الدقيقة 93 ضد جاره أتلتيكو مدريد وفاز ريال مدريد بنتيجة 4 –1 في الوقت الإضافي للاحتفال باللقب العاشر في دوري أبطال أوروبا وأدرج مع فريقه دوري أبطال أوروبا 2013–14 هذا الموسم.

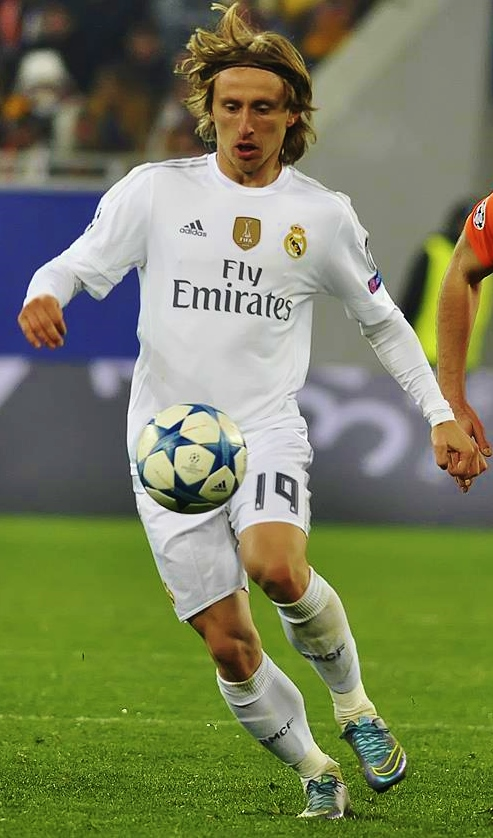
مودريتش يلعب ضد شاختار دونيتسك بدوري أبطال أوروبا في نوفمبر 2015.

في نوفمبر 2014، مدد مودريتش عقده مع ريال مدريد حتى عام 2018. مع رحيل تشابي ألونسو شكّل ثنائي جديد مع توني كروس الذي تعاقد معه الريال قبل بداية الموسم. بدأ ريال مدريد الموسم هذا الموسم بالفوز بكأس السوبر الأوروبي على نادي إشبيلية. صنع مودريتش هدفين لبيل في الأول أول مباراة في الدوري ضد ريال سوسيداد، والثاني ضد بازل في دوري أبطال أوروبا. في مباراة الفوز 2–0 خارج الأرض ضد فياريال، سجل مودريتش هدفه السابع من خارج منطقة الجزاء. تم اختيار مودريتش في تشكيلة فيفبرو لأفضل 11 لاعب في العالم لعام 2015.

#### 2015–17: من بين أفضل لاعبي العالم والحادية عشر والثانية عشر
بدأ مودريتش الموسم في صناعته لأهداف في سبتمبر ونوفمبر وديسمبر، وسجل في مباراة الفوز 3–4 خارج أرضه ضد نادي شاختار دونيتسك في مرحلة المجموعات من دوري أبطال أوروبا. مع وصول المدير الفني الجديد زين الدين زيدان في يناير 2016، لوحظت العلاقة بينهما في وسائل الإعلام، حيث وصف زيدان مودريتش بقوله: «سيد اللعبة»، وأنه الرابط بين الدفاع والهجوم.
كان لاعباً أساسياً في التشكيلة التي فازت بدوري أبطال أوروبا 2015–16 في المباراة النهائية ضد أتلتيكو مدريد. وقد كان ضمن تشكيلة الموسم في دوري الأبطال، والدوري الإسباني لهذا الموسم. للمرة الثانية حصل على جائزة أفضل لاعب وسط في الدوري الإسباني. كما كان للسنة الثانية على التوالي ضمن تشكيلة فيفبرو، ولأول مرة ضمن تشكيلة اليويفا لأفضل فريق.
في 18 أكتوبر 2016، مدد مودريتش عقده مع ريال مدريد حتى عام 2020. نظرًا لإصابة في الركبة اليسرى في منتصف سبتمبر فقد غاب عن 8 مباريات حتى أوائل نوفمبر. في 18 ديسمبر، فاز الفريق بكأس العالم للأندية 2016 وحصل على جائزة الكرة الفضية عن أدائه في البطولة. في 12 مارس 2017، في مباراة الفوز 2–1 على ريال بيتيس، لعب مودريتش مبارته رقم 200 مع ريال مدريد.
كان لاعباً أساسياً عندما فاز مدريد بالدوري الإسباني ودوري أبطال أوروبا حيث صنع هدف رونالدو الثاني في المباراة النهائية ضد يوفنتوس. وقد كان من ضمن تشكيلة الموسم في دوري أبطال أوروبا لهذا الموسم. أصبح مودريتش أول لاعب كرواتي يفوز بدوري أبطال أوروبا ثلاث مرات. حصل على جائزة أفضل لاعب وسط في دوري الأبطال لهذا الموسم. كان للمرة الثالثة على التوالي ضمن تشكيلة فيفبرو. وحصل على المركز الرابع في جائزة أفضل لاعب في أوروبا، وبالنسبة لجائزة الكرة الذهبية 2017 حصل على المركز الخامس.

#### 2017–18: أفضل لاعب في العالم ولقب دوري الأبطال الثالث على التوالي
مع رحيل خاميس رودريغيز إلى بايرن ميونخ، ارتدى لوكا مودريتش القميص رقم 10 المحبب له، في الموسم الجديد. في ديسمبر، فاز مع الفريق بكأس العالم للأندية 2017 وحصل على جائزة الكرة الذهبية عن أدائه المميز في البطولة. هدفه الأول في هذا الموسم جاء في مباراة الفوز 7–1 على ديبورتيفو لاكورونيا، في 21 يناير. كان مودريتش أساسياً عندما فاز ريال مدريد بدوري أبطال أوروبا 2017–18 في المباراة النهائية ضد ليفربول، ليحقق ثالث لقب على دوري أبطال على التوالي، وكان للمرة الثالثة على التوالي ضمن فريق الموسم لدوري أبطال أوروبا. حصل لاحقًا على جائزة أفضل وسط من اليويفا في دوري أبطال أوروبا للمرة الثانية على التوالي. في يوليو 2018، أُعلن أن قميص مودريتش في ريال مدريد كان أكثر القمصان المطلوبة في النادي بعد رحيل كريستيانو رونالدو إلى يوفنتوس.
نظرًا لأداء مع ناديه والمنتخب الوطني في كأس العالم 2018، حيث حصل أيضًا على جائزة الكرة الذهبية في كأس العالم، في أغسطس وسبتمبر، فاز مودريتش بجائزة أفضل لاعب في أوروبا وجائزة الفيفا للأفضل كرويا، بينما في ديسمبر، حصل على جائزة الكرة الذهبية، مما جعله أول لاعب غير ليونيل ميسي أو كريستيانو رونالدو يفوز بالجائزة منذ عام 2007. علاوة على ذلك، أصبح أول لاعب كرواتي يفوز بهذه الجوائز، كان مودريتش أول لاعب يفوز بالكرة الذهبية في كأس العالم وجائزة أفضل لاعب في أوروبا في نفس العام منذ رونالدو في عام 1998، وأول لاعب يفوز بالكرة الذهبية في كأس العالم وجائزة أفضل لاعب في العالم بعد روماريو في عام 1994. بالإضافة إلى ذلك، فهو أول لاعب يفوز بالجوائز من أراضي يوغوسلافيا السابقة، وأول لاعب كرة قدم من أوروبا الشرقية يفوز بجائزة الكرة الذهبية بعد أندري شيفتشينكو في عام 2004، واللاعب العاشر من ريال مدريد الذي يحصل على هذه الجائزة. علاوة على ذلك، أدى فوزه بالجائزة إلى وجود بند في عقده، يضمن بقائه في النادي حتى عام 2021. تم اختياره أيضًا في فيفبرو للمرة الرابعة، وفاز بجائزة أفضل صانع ألعاب في العالم من الاتحاد الدولي لتاريخ وإحصاءات كرة القدم.
بعد حصوله على جائزة الأفضل من الفيفا، قال مودريتش «يظهر أننا جميعًا يمكن أن نصبح الأفضل بالعمل الجاد والتفاني والإيمان، كل الأحلام يمكن أن تتحقق». أهدى مودريتش الكرة الذهبية إلى «جميع اللاعبين الذين ربما يستحقون الفوز بها ولم يحصلوا عليها» في العقد الماضي، بما في ذلك تشافي وأندريس إنييستا وويسلي سنايدر وغيرهم.

#### 2018–21: بطل إسبانيا للمرة الثانية والقدم الذهبية
كان وصول المدير الفني الجديد جولين لوبيتيغي في أغسطس 2018 قد شهد عودة مودريتش إلى الفريق الأول كبديل بسبب إجازته الصيفية القصيرة بعد كأس العالم 2018. وشمل ذلك مشاركته كبديل في مباراة خسارة فريقه 2–4 بعد الوقت الإضافي ضد أتلتيكو مدريد في كأس السوبر الأوروبي. شارك كأساسي لأول مرة له في هذا الموسم في 1 سبتمبر في مباراة الفوز 4–1 على ضيفه ليغانيس، حيث صنع الهدف الثالث لفريقه الذي سجله كريم بنزيما. في 16 يوليو، صنع هدف بنزيما الافتتاحي في مباراة الفوز 2–1 على فياريال، حيث حصل ريال مدريد على لقب الدوري.
جاءت مشاركته رقم 100 في مسابقة الأندية للاتحاد الأوروبي لكرة القدم في 19 سبتمبر في مباراة الفوز 3–0 على ضيفه روما، حيث صنع الهدف الثاني، الذي سجله غاريث بيل. في 22 ديسمبر، فاز مودريتش بكأس العالم للأندية للمرة الثالثة، حيث سجل الهدف الأول وصنع الهدف الثالث في المباراة النهائية ضد نادي العين. في 13 و19 يناير 2019، سجل مودريتش لأول مرة في مباراتين متتاليتين في الدوري مع ريال مدريد، بفوزه 1–2 خارج الديار على ريال بيتيس و2–0 على أرضه ضد إشبيلية. في نفس الشهر تم ضمه إلى في فريق اليويفا لهذا العام (2018) للمرة الثالثة في مسيرته. من 27 فبراير إلى 5 مارس، مر مودريتش بما وصفه بـ «أصعب أسبوع في حياته الكروية»، حيث خسر ريال مدريد أمام برشلونة مرتين وأياكس وخرج من كأس الملك وخسر السباق على لقبي الأبطال الدوري على التوالي. على الرغم من أنه كان قد مر بموسم مخيب للآمال، وللمرة الخامسة على التوالي تم ضمه إلى تشكيلة فيفبرو.
في 27 أغسطس 2019 صادف الذكرى السابعة لتوقيع مودريتش مع النادي. على الرغم من إثارة الشكوك بسبب سنه –34 سنة– وقراره بمواصلة اللعب مع المنتخب الوطني مما يجعله عرضة للإصابات، صرح مودريتش بأنه يريد «استعادة أفضل مستوياته هذا الموسم». في 1 سبتمبر و9 نوفمبر قدم تمريراته الحاسمة الأولى في التعادل 2–2 خارج أرضه ضد فياريال وفي الفوز 0–4 خارج أرضه ضد إيبار، بينما كان الهدف الأول في 5 أكتوبر في الفوز 4–2 على أرضه أمام غرناطة. في 12 نوفمبر حصل على جائزة القدم الذهبية. في 23 نوفمبر قدم تمريرات حاسمة وسجل هدفًا في الفوز 3–1 على أرضه أمام ريال سوسيداد. في 8 يناير 2020، سجل مودريتش هدفه الخامس هذا الموسم والهدف رقم 100 في مسيرته بالفوز 3–1 على فالنسيا في نصف نهائي كأس السوبر الإسباني 2019–20. في 12 يناير نجح في تسجيل ركلة جزاء في ركلات الترجيح حيث فاز ريال مدريد على أتلتيكو مدريد 4–1 بركلات الترجيح في النهائي. بعد استئناف الدوري الإسباني بعد ثلاثة أشهر من الإيقاف بسبب جائحة فيروس كورونا، تم الإشادة بمودريتش لكونه أحد أفضل لاعبي ريال مدريد على الرغم من عمره، مما أدى إلى تساؤل العديد من وسائل الإعلام عن تمديد عقده مع النادي. في 16 يوليو، صنع هدف بنزيمة الافتتاحي في الفوز 2–1 على فياريال، حيث ضمن ريال مدريد لقب الدوري.
في 21 أكتوبر، سجل هدفه الأول في موسم 2020–21 في مباراة الهزيمة في دوري أبطال أوروبا 3–2 أمام شاختار دونيتسك. الهدف جعله رابع لاعب في تاريخ النادي يسجل في المسابقة بعمر 35 عامًا أو أكثر، جنبًا إلى جنب مع ألفريدو دي ستيفانو، فيرينتس بوشكاش وفرانشيسكو خينتو. حصل على جائزة هدف الأسبوع من قبل الاتحاد الأوروبي لكرة القدم. بعد ثلاثة أيام، دخل من مقاعد البدلاء ليسجل هدفه الأول في الكلاسيكو، حيث فاز ريال مدريد على برشلونة 3–1. في 25 مايو 2021، مدد عقده مع ريال مدريد حتى عام 2022.

#### 2021–2024: الدوري الإسباني الرابع، دوري أبطال أوروبا السادس، لقب كأس الملك الثاني

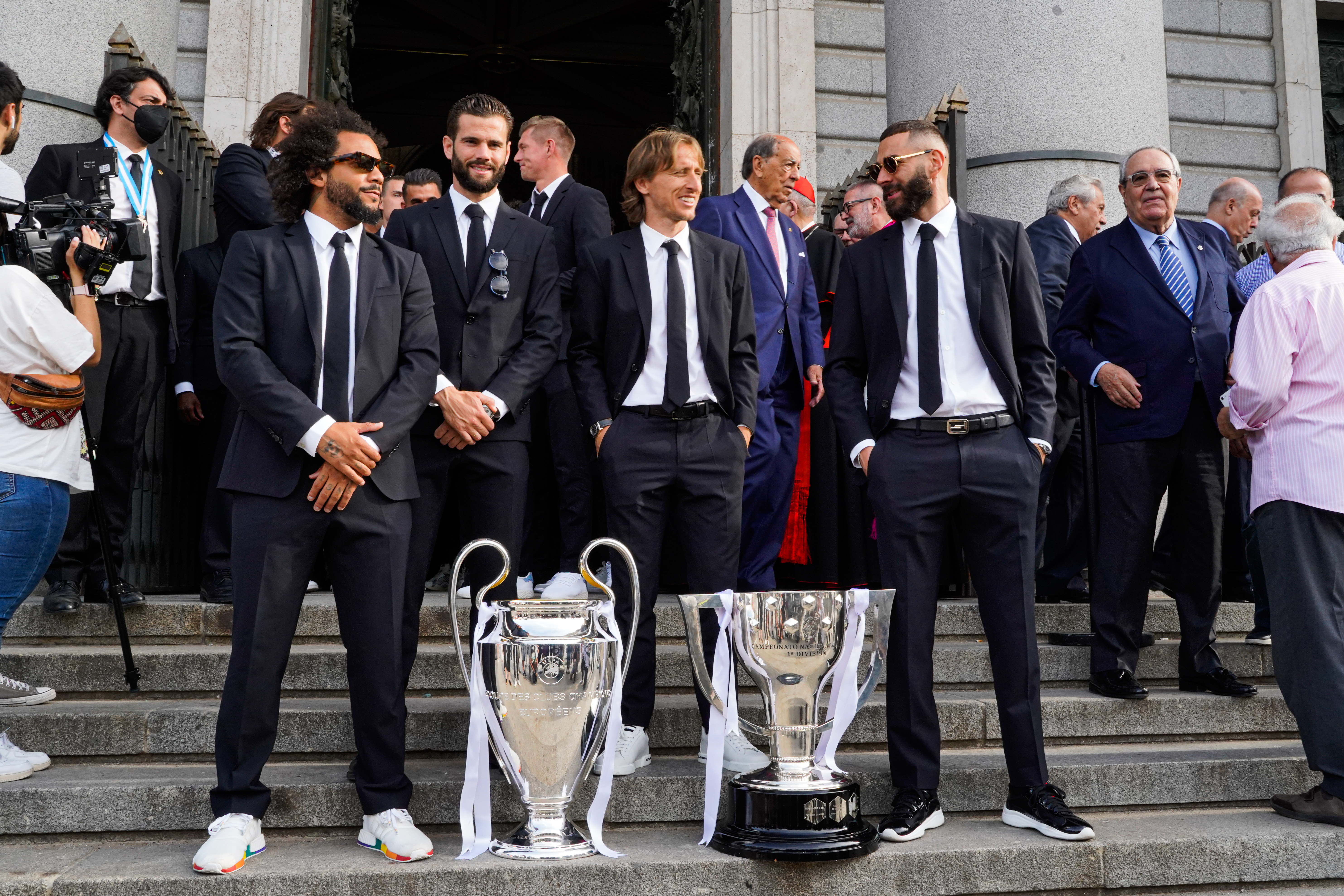
مودريتش في حفل تقديم الكأس أمام كاتدرائية المودينا في مايو 2022.

في 24 أكتوبر 2021 من موسم 2021–22، لعب مودريتش مباراته رقم 400 مع ريال مدريد في الفوز 2–1 في الكلاسيكو. في 30 أكتوبر، لعب مودريتش مباراة كقائد لريال مدريد للمرة الأولى وصنع هدف الفوز، بعد أن منحه مارسيلو شارة القيادة عندما تم استبداله في الفوز 2–1 على إلتشي. في 7 ديسمبر 2021، لعب مباراته رقم 100 في دوري أبطال أوروبا وتم اختياره كرجل للمباراة في الفوز 2–0 على إنتر ميلان. في 16 يناير 2022، سجل الهدف الأول في نهائي كأس السوبر الإسباني 2022 واُختير رجل المباراة، حيث فاز ريال مدريد على أتلتيك بيلباو 2–0. جعله الهدف أكبر لاعب يسجل هدف في تاريخ المسابقة. في 5 مارس، صنع مودريتش وسجل من خارج منطقة الجزاء في مباراة الفوز 4–1 على ريال سوسيداد. بعد أربعة أيام، صنع هدف بنزيما الثاني في الفوز 3–1 على باريس سان جيرمان في الدور 16 من دوري أبطال أوروبا 2021–22. في 6 و12 أبريل، صنع مودريتش في ذهاب وإياب دور الثمانية من دوري أبطال أوروبا والتي انتهت بنتيجة 5–4 في مجموع المباراتين ضد تشيلسي. تم الإشادة به عن أداءه الهجومي والدفاعي في كلتا المباراتين، بسبب تمريرة تريفيلا بعيدة المدى لرودريغو في اللحظة الحاسمة من مباراة الإياب، حصل على لقب رجل المباراة من قبل الاتحاد الأوروبي لكرة القدم. وُصفت تمريرته إلى رودريغو بأنها «تمريرة العقد» من قبل آلي ماكويست، ووصفها تييري هنري بأنها «مثالية تمامًا، وكان من الرائع مشاهدتها.» شارك كلاعب أساسي في 30 أبريل عندما فاز ريال مدريد بلقبه الـ35 في الدوري الإسباني، وهو اللقب الثالث له في المسابقة، وكذلك في 4 مايو عندما فاز ريال مدريد في الوقت الإضافي في إياب نصف النهائي أمام مانشستر سيتي، وفي 28 مايو عندما حقق لقبه الخامس في نهائي دوري أبطال أوروبا. وللمرة السادسة في مسيرته، اختُير ضمن تشكيلة دوري أبطال أوروبا للموسم. وفي 8 يونيو 2022، جدد عقده مع النادي حتى عام 2023.
في 20 أغسطس 2022، سجّل مودريتش أول هدف وصنع أول تمريرة حاسمة له في الموسم خلال الفوز 4–1 خارج الديار على سيلتا فيغو ضمن منافسات الدوري الإسباني. وفي 6 سبتمبر، سجّل في أولى مبارياته في دوري أبطال أوروبا لهذا الموسم خلال الفوز 3–0 خارج الأرض أمام سلتيك ليُصبح ثامن لاعب من ريال مدريد يخوض 100 مباراة في هذه البطولة. وفي 11 سبتمبر، أصبح ثالث لاعب في تاريخ ريال مدريد بعد بوشكاش وفرانسيسكو بويو يخوض 100 مباراة وهو فوق سن الـ35. وفي فبراير 2023، اختُير مودريتش للمرة السادسة ضمن التشكيلة المثالية للفيفا. وفي 6 مايو، شارك كبديل في الشوط الثاني خلال الفوز 2–1 على أوساسونا في نهائي كأس ملك إسبانيا 2023 ليحقق لقبه الثاني في هذه البطولة. وفي يونيو، مدد عقده مع ريال مدريد حتى عام 2024.
خلال موسم 2023–24، وبعد رحيل كريم بنزيما، أصبح مودريتش نائب قائد الفريق، لكنه بدأ أيضًا في الحصول على وقت لعب أقل ضمن التشكيلة الأساسية بسبب تغيّر التشكيلة ودخول منافسة مع لاعبين أصغر سنًا مثل فيديريكو فالفيردي، جود بيلينغهام، إدواردو كامافينغا، أوريلين تشواميني وداني سيبايوس. في 28 أكتوبر، شارك مودريتش كبديل في الشوط الثاني وحقق ظهوره رقم 500 مع ريال مدريد في جميع المسابقات خلال الفوز 2–1 خارج الديار أمام برشلونة حيث صنع تمريرة حاسمة لهدف الفوز في اللحظات الأخيرة الذي سجله بيلينغهام. في 27 نوفمبر، وخلال الفوز 3–0 على قادش، حقق مودريتش رقمًا قياسيًا كأكثر لاعب في تاريخ ريال مدريد مشاركة بعد سن الـ35 بوصوله إلى 161 مباراة متجاوزًا الرقم السابق الذي كان يحمله فرانسيسكو بويو. في 30 أبريل 2024، شارك كبديل في الدقائق الأخيرة من مباراة ذهاب نصف نهائي دوري أبطال أوروبا أمام بايرن ميونخ، وبعمر 38 عامًا و234 يومًا، أصبح أكبر لاعب في تاريخ ريال مدريد يشارك في البطولة، متجاوزًا الرقم السابق الذي كان يحمله بوشكاش بخمسة أيام. بعد أيام قليلة، في 4 مايو، أصبح مودريتش أكبر لاعب يمثل ريال مدريد في مباراة بالدوري الإسباني عن عمر 38 عامًا و238 يومًا، محطمًا رقم بوشكاش مرة أخرى وذلك خلال الفوز 3–0 على قادش. وبهذا الفوز، حقق لقبه الرابع في الدوري الإسباني مع ريال مدريد، ليعادل رقم كل من مارسيلو، كريم بنزيما، وناتشو كأكثر اللاعبين تتويجًا بالألقاب في تاريخ النادي برصيد 25 لقبًا. وقد عزز هذا الرقم بتحقيق لقبه الـ26 بعد الفوز 2–0 على بوروسيا دورتموند في نهائي دوري أبطال أوروبا 2024 وهو نفس عدد ألقاب ناتشو. كما أصبح أول لاعب يفوز بست نهائيات في هذه البطولة إلى جانب داني كارفاخال.

#### 2024–25: شارة القيادة والأرقام والإعلان عن المغادرة

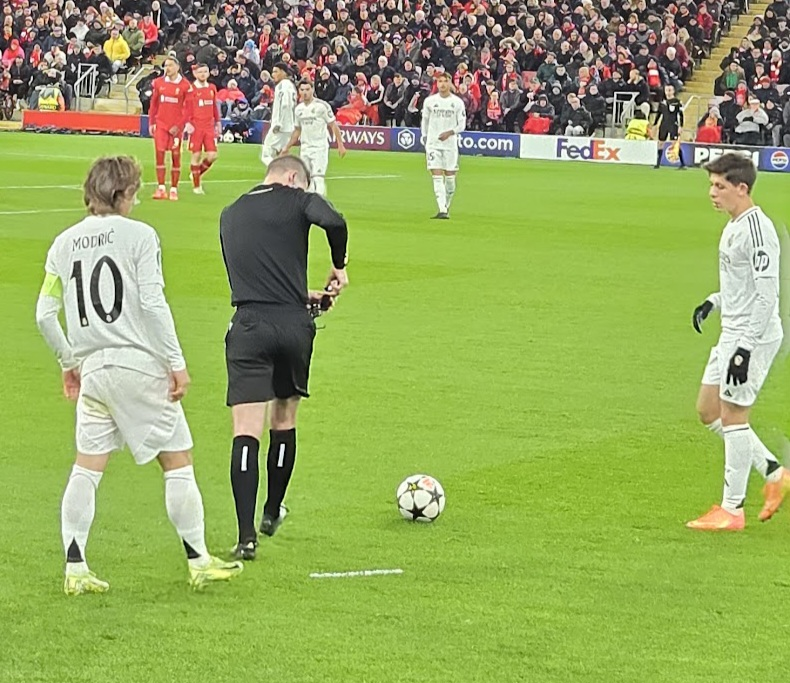
مودريتش قائدًا لريال مدريد في مباراة دور المجموعات لدوري أبطال أوروبا 2024–25 ضد ليفربول في نوفمبر 2024.

في 17 يوليو 2024، مدّد لوكا مودريتش عقده مع ريال مدريد حتى عام 2025 وأصبح قائد الفريق بعد رحيل ناتشو. وبعد شهر، في 14 أغسطس، حقق مودريتش لقبه الخامس في كأس السوبر الأوروبي بعد الفوز 2–0 على أتالانتا ليصبح اللاعب الأكثر تتويجًا في تاريخ النادي برصيد 27 لقبًا. وفي 19 أكتوبر، أصبح مودريتش أكبر لاعب يشارك في مباراة رسمية مع ريال مدريد بعمر 39 عامًا و40 يومًا خلال الفوز 2–1 خارج الديار على سيلتا فيغو محطّمًا الرقم القياسي السابق الذي سجله بوشكاش عام 1966. وفي وقت لاحق من نفس العام، في 18 ديسمبر، حقق لقبه الثامن والعشرين مع ريال مدريد – وهو رقم قياسي جديد – بعد الفوز 3–0 على باتشوكا في نهائي كأس القارات للأندية.
في 3 يناير 2025، سجل لوكا مودريتش أول أهدافه في موسم 2024–25 خلال الفوز 2–1 خارج الأرض على فالنسيا ليصبح أكبر لاعب يسجل هدفًا لريال مدريد في جميع المسابقات بعمر 39 عامًا و116 يومًا متجاوزًا الرقم القياسي السابق الذي سجله فيرينتس بوشكاش عام 1966. بالإضافة إلى ذلك، خاض مباراته رقم 561 مع النادي ليدخل قائمة أكثر عشرة لاعبين مشاركة في تاريخ ريال مدريد معادلًا رقمي بيري وميتشيل. في 23 فبراير، اختُير رجل المباراة وسجل هدفًا بتسديدة نصف طائرة من مسافة 25 مترًا في الفوز 2–0 خارج الديار على جيرونا. في 22 مايو 2025، أُعلن أن مودريتش سيغادر ريال مدريد بعد 13 عامًا قضاها مع النادي عقب مشاركته في كأس العالم للأندية 2025 في الولايات المتحدة. وقد خاض مودريتش مباراته الأخيرة مع النادي في ملعب سانتياغو برنابيو بتاريخ 24 مايو حيثُ حظي بتكريم من النادي وتلقى ممرًا شرفيًا من لاعبي الفريقين قبل نهاية المباراة تقديرًا لإرثه ومسيرته. وقد وصف غيلم بالاغي هذه اللحظة بأنها «نهاية حقبة» في تاريخ النادي.

## مسيرته الدولية

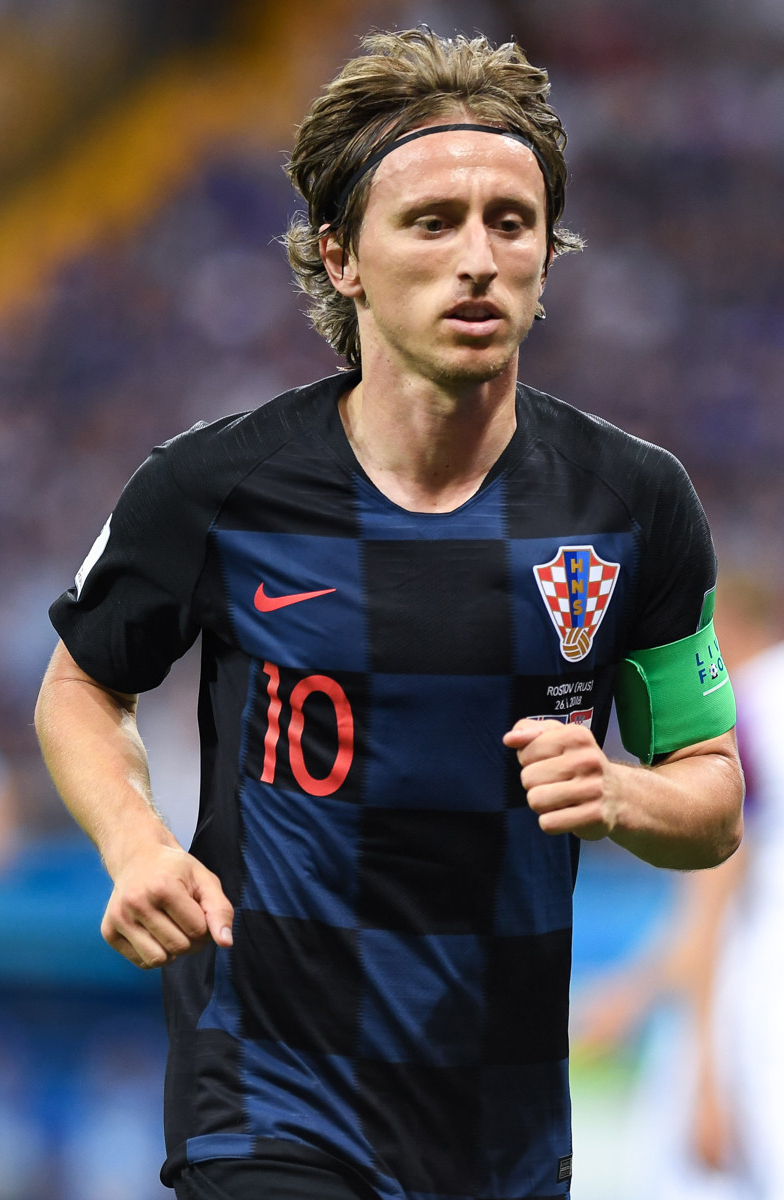
مودريتش في كأس العالم 2018 مع كرواتيا.

بدأ مودريتش مسيرته الدولية على مستوى الشباب، حيث لعب مع المنتخب الكرواتي تحت 17 سنة وتحت 19 سنة وتحت 21 سنة. شارك لأول مرة مع المنتخب الكرواتي في 1 مارس 2006 في مباراة ودية ضد الأرجنتين في بازل، والتي فازت بها كرواتيا 3–2.

### 2006–2008: أولى البطولات الكبرى
شارك مودريتش في مباراتين في نهائيات كأس العالم 2006 كبديل في مباريات المجموعات ضد اليابان وأستراليا.
كان مودريتش أساسياً في التصفيات، قدم أداء مميز في تصفيات بطولة أمم أوروبا 2008، وكان من ضمنها فوز خارج أرضه أمام إنجلترا. كلاعب وسط شاب، كان يُتوقع من مودريتش الكثير، وكانوا يطلقون عليه في كثير من الأحيان «كرويف الكرواتي».
سجل مودريتش الهدف الأول لكرواتيا في يورو 2008، من ركلة جزاء في الدقيقة الرابعة من مباراة الفوز 1–0 على النمسا في 8 يونيو 2008. كانت هذه أسرع ضربة جزاء تم احتسابها وتسجيلها في تاريخ البطولة. استمر في إثارة الإعجاب بالبطولة وتم اختياره كرجل للمباراة في المباراة التالية عندما هزمت كرواتيا أحد المرشحين قبل البطولة والذي وصل للنهائي لاحقاً في ألمانيا.
في مباراة ربع النهائي ضد تركيا، استغل مودريتش خطأ ارتكبه الحارس التركي المخضرم رشدي رتشبر، ومرر إلى زميله في الفريق إيفان كلاسنيتش ليسجل الأول في المباراة مع بقاء دقيقة واحدة من الوقت الإضافي، ولكن سميح شنترك سجل هدف لتركيا. في ركلات الترجيح التي تلت ذلك، أضاع مودريتش ركلة جزاء وفشل في تسجيل أول ركلة جزاء وفازت تركيا 3–1. في نهاية البطولة، أختير مودريتش ضمن فريق البطولة، وأصبح ثاني لاعب كرواتي يحقق هذا الإنجاز بعد دافور شوكر.

### 2008–2016: الصراعات اللاحقة
في تصفيات كأس العالم 2010، سجل مودريتش ثلاثة أهداف، ضد كازاخستان، وأندورا، وأوكرانيا؛ في مواجهة إيفيكا أوليتش، وإيفان راكيتيتش، وإدواردو. وفشل الفريق في التأهل بعد أن احتل المركز الثاني بفارق نقطة واحدة خلف أوكرانيا. بعد مشاركته في جميع مباريات تصفيات بطولة أمم أوروبا 2012 وتسجيله هدفًا ضد إسرائيل، بدأ مودريتش في جميع مباريات كرواتيا الثلاث في مرحلة المجموعات ضد جمهورية أيرلندا وإيطاليا وإسبانيا، لكن الفريق فشل في التقدم. وكان أداءه الأبرز في المباراة ضد إسبانيا. جاءت اللحظة الأكثر تميزًا في المباراة عندما التقط مودريتش الكرة من منتصف الملعب متجاوزًا ثلاثي وسط إسبانيا، واندفع نحو اليمين للوصول إلى منطقة الجزاء حيث راوغ المدافع ولعب كرة عرضية من 18 يارد (16 م) في الشباك. إلى إيفان راكيتيتش، لكن إيكر كاسياس تصدى لهذه المحاولة. لأن كرواتيا تتأهل من مرحلة المجموعات، لم يكن مودريتش من ضمن فريق البطولة، على الرغم من أن صحيفة ديلي تلغراف أدرجته في أفضل قائمة أفضل 11 لاعبًا حتى الدور نصف النهائي، وقد لاقى أداؤه استحسان النقاد.

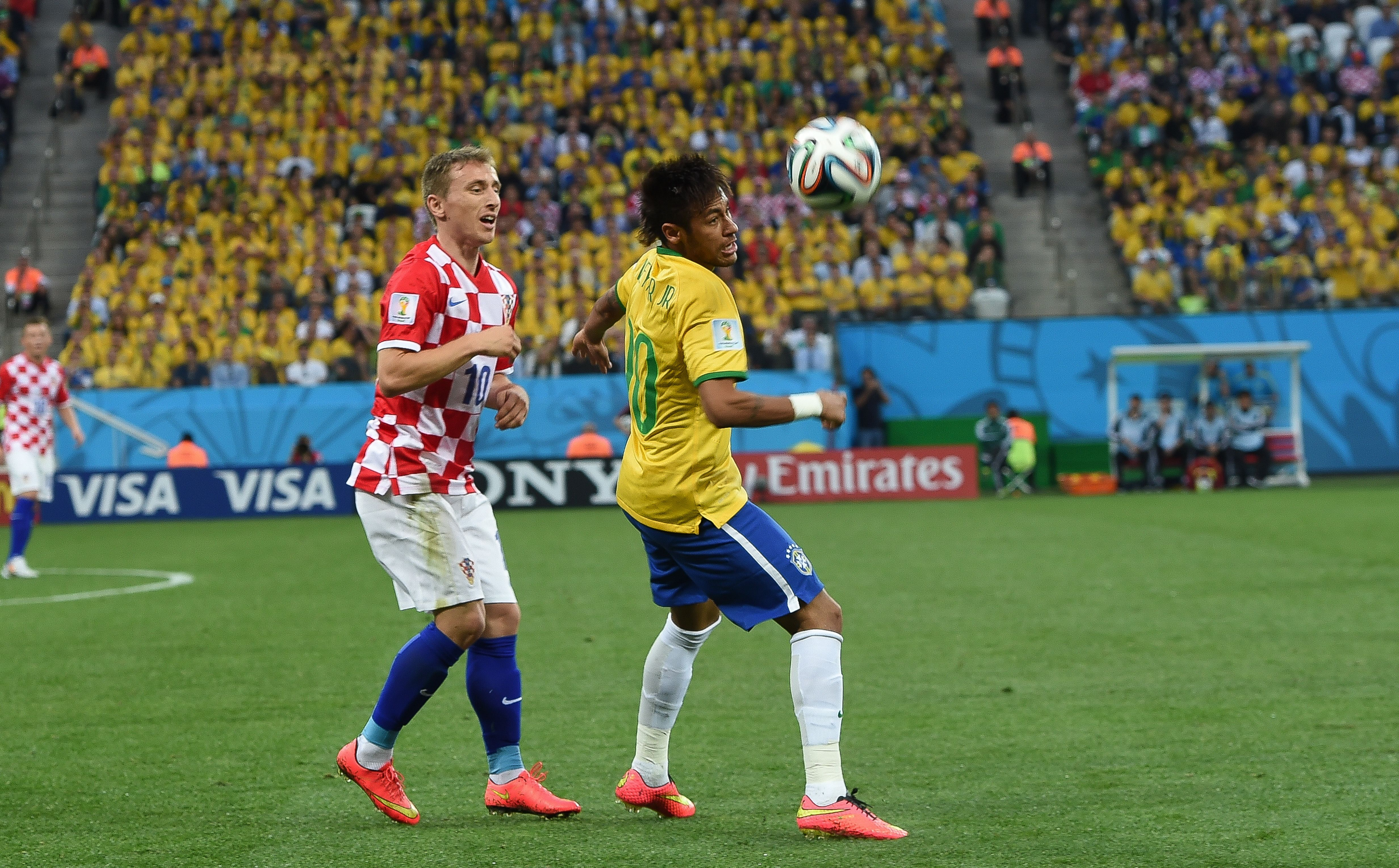
مودريتش ضد نيمار في كأس العالم 2014

بعد التصفيات، تأهل مودريتش مع المنتخب الكرواتي لكأس العالم 2014. وقعوا في المجموعة الأولى مع البرازيل «المستضيف» والمكسيك والكاميرون. لعبت كرواتيا المباراة الافتتاحية ضد البرازيل، وخسروا فيها 3–1، وأصيب مودريتش بجرح بسيط في القدم. في المباراة الثانية، فازت كرواتيا 4–0 أمام الكاميرون، لكنها لم تتأهل إلى مرحلة خروج المغلوب بعد خسارتها 3–1 أمام المكسيك، على الرغم من التوقعات الكبيرة من الصحافة والجمهور الكرواتي.
في تصفيات بطولة أمم أوروبا 2016، سجل مودريتش أهدافه الأولى مع كرواتيا بعد ثلاث سنوات، أول مباراة ضد مالطا في عيد ميلاده التاسع والعشرين بتسديدة من بعيد، ثم سجل ركلة جزاء ضد أذربيجان. في 3 مارس 2015، ولأول مرة، عُيّن مودريتش كقائد للمنتخب الوطني، في مباراة خارج أرضه ضد أذربيجان.
في البطولة، سجل مودريتش هدف الفوز في المباراة الافتتاحية لكرواتيا في مرحلة المجموعات ضد تركيا، بتسديدة هوائية على بعد 25 متر (28 ياردة). وبذلك، أصبح أول لاعب كرواتي يسجل في نهائيات بطولتين أوروبيتين منفصلتين، بعد أن سجل هدفاً في مرمى النمسا في يورو 2008. واختير كرجل للمباراة. اضطر مودريتش إلى الغياب عن المباراة المهمة ضد إسبانيا في 21 يونيو، بسبب إصابة بسيطة في العضلات. وخرج مع المنتخب من دور الستة عشر أمام البرتغال.

### 2016–2018: الكرة الذهبية لكأس العالم 2018

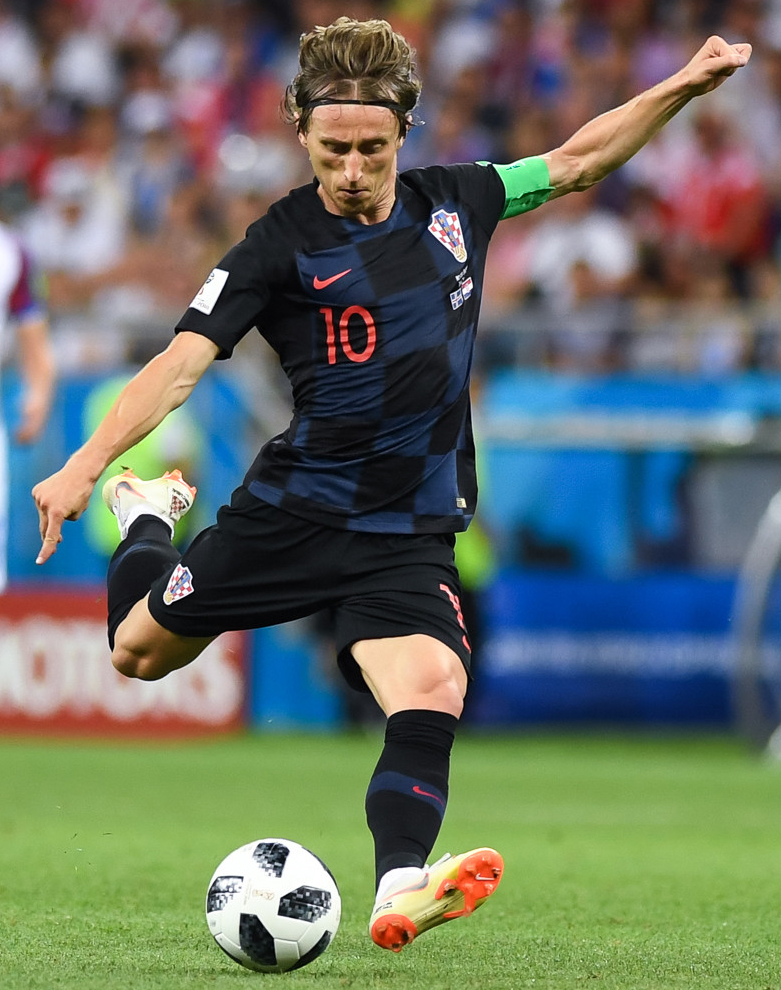
مودريتش يحاول التسديد مع كرواتيا في كأس العالم 2018.

في تصفيات كأس العالم 2018، سجل مودريتش ركلة جزاء لصالح كرواتيا ضد اليونان في الجولة الثانية من التصفيات، ليتاهل إلى كأس العالم ويقع في مجموعة صعبة نوعاً ما مع الأرجنتين وآيسلندا ونيجيريا.
خلال كأس العالم 2018، بوجود مودريتش إلى جانب إيفان راكيتيتش وماريو ماندجوكيتش قيل بإن هذا الفريق هو الجيل الذهبي الثاني لكرواتيا. في المباراة الافتتاحية لكرواتيا ضد نيجيريا، نجح مودريتش في تحويل ركلة جزاء إلى هدف وأنتهت المباراة بالفوز 2–0. وقد كان هذا الهدف الرقم 2400 من الأهداف المسجلة في بطولة كأس العالم عبر تاريخ البطولة. كما تم أختيار لوكا كأفضل لاعب في المباراة. وفي 21 يونيو، سجل ثاني أهدافه في البطولة بتسديدة على بعد 25 ياردة (23 م)، في مباراة الفوز بالمباراة الثانية بالمجموعات بنتيجة 3–0 ضد الأرجنتين. وأختير كرجل للمباراة للمرة الثانية على التوالي. ولأنه لعب ضد آيسلندا، فإن أدائه الرائع جعله يتصنف كأفضل لاعب في مرحلة المجموعات من قبل مجلة فور فور تو وديلي تلغراف وإي إس بي إن.
في الدور الستة عشر ضد الدنمارك، خلال الوقت الإضافيّ، خلق فرصة هدف لأنته ريبيتش الذي سقط في منطقة الجزاء وحصل على ركلة جزاء. تقدم مودريتش لتسديد الركلة ولكن تصدى لها الحارس الدنماركي كاسبر شمايكل. ومع ذلك، تمكن مودريتش من التسجيل في ركلات الترجيح وتأهلت كرواتيا لربع النهائي بعد الفوز بركلات الترجيح حيث واجهت روسيا.
صنع مودريتش هدف التقدم في الوقت الإضافي لدوماغوي فيدا، وسجل من ركلات الترجيح، لتتأهل كرواتيا إلى دور نصف النهائي لأول مرة منذ مونديال فرنسا 1998. وأقد أختير للمرة الثالثة في البطولة كأفضل لاعب في المباراة.في الدور قبل لنهائي ضد إنجلترا في 11 يوليو، تأهلت كرواتيا إلى نهائي كأس العالم للمرة الأولى في تاريخها بعد فوزها 2–1 في الوقت الإضافي. ذكر قبل يومين من المباراة النهائية أن مودريتش قطع أميال في البطولة أكثر من أي لاعب، وكان الثالث من خسب خلق فرص، وكذلك كان لديه أفضل معدل مراوغات حسب كل مباراة وأكثر من أكمل تمريرات في نصف ملعب الخصم. على الرغم من خسارة كرواتيا النهائي 4–2 أمام فرنسا في 15 يوليو، تم منح مودريتش الكرة الذهبية كأفضل لاعب في البطولة.

### 2019–2022: الكرة البرونزية لكأس العالم 2022
خلال تصفيات يورو 2020، سجل مودريتش هدفين؛ ركلة جزاء في مباراة التعادل 1–1 خارج أرضه مع أذربيجان وهدف فردي في الفوز 3–0 على المجر حيث تصدرت كرواتيا المجموعة وتأهلت إلى البطولة. ومع ذلك، بسبب جائحة كوفيد–19، تم تأجيل البطولة لمدة عام. في 24 مارس 2021، شارك مودريتش في مباراته رقم 134 مع المنتخب الوطني في هزيمة 1–0 أمام سلوفينيا في تصفيات كأس العالم 2022 ‏، معادلاً داريو سرنا كأكثر لاعب مشاركة في تاريخ المنتخب. بعد ثلاثة أيام، في فوز 1–0 على قبرص في تصفيات كأس العالم، حطم رقم سرنا.
تم اختيار مودريتش ضمن التشكيلة النهائية لبطولة يورو 2020 في 17 مايو. وعلى الرغم من الأداء الضعيف لكرواتيا في أول مباراتين لها في مرحلة المجموعات، فقد تم اختيار مودريتش كرجل المباراة في المباراة الثانية، والتي انتهت بالتعادل 1–1 مع جمهورية التشيك في 18 يونيو. بعد أربعة أيام، في الفوز 3–1 على اسكتلندا، سجل هدف كرواتيا الثاني بتريفيلا وقدم لإيفان بيريسيتش تمريرة حاسمة للهدف الثالث حيث تقدمت كرواتيا إلى دور الستة عشر. هدف مودريتش جعله أكبر هداف لكرواتيا على الإطلاق في بطولة أوروبا (35 عامًا و286 يومًا)، بينما يحمل في الوقت نفسه الرقم القياسي لأصغر هداف سجله في عام 2008.
خلال تصفيات كأس العالم 2022، سجل مودريتش ثلاثة أهداف وصنع هدفين في سبع مباريات. في 13 يونيو 2022، سجل ركلة جزاء في فوز كرواتيا 1–0 خارج أرضها على فرنسا في دوري الأمم الأوروبية 2022–23، ليكون أول فوز لكرواتيا على الإطلاق ضد فرنسا. في 25 سبتمبر، سجل هدف الافتتاح في المباراة الأخيرة للمجموعة وفوز 3–1 خارج أرضه ضد النمسا، مما ساعد الفريق على التقدم إلى نهائيات دوري الأمم الأوروبية 2023. في 9 نوفمبر، تم اختيار مودريتش ضمن تشكيلة كرواتيا النهائية لكأس العالم 2022. وفي مباراتي دور المجموعات الأولى والثالثة ضد المغرب وبلجيكا، تم اختياره كرجل المباراة. وأصبح أول لاعب يشارك في بطولة أوروبا وكأس العالم في ثلاثة عقود مختلفة. في دور الـ16 وربع النهائي، تقدمت كرواتيا بركلات الترجيح ضد اليابان والبرازيل، وسجل مودريتش في ركلات الترجيح ضد البرازيل، وقاد كرواتيا إلى نصف نهائي كأس العالم للمرة الثانية على التوالي حيث خسروا 3–0 أمام الأرجنتين. في مباراة تحديد المركز الثالث، فازت كرواتيا 2–1 على المغرب، حيث فاز مودريتش بالكرة البرونزية.

### 2023: تصفيات يورو 2024 ونهائيات دوري الأمم الأوروبية
في 25 مارس 2023، في مباراة تصفيات بطولة أمم أوروبا 2024 ضد ويلز، أصبح مودريتش أكبر لاعب سنًا على الإطلاق يشارك مع كرواتيا، ―حيث كان عمره 37 عامًا― متجاوزة الرقم القياسي الذي سجله دراين لاديتش في عام 1999.
في 14 يونيو 2023، حظي مودريتش بإشادة واسعة النطاق لأدائه حيث قاد كرواتيا للفوز على هولندا (4–2، بعد الوقت الإضافي) في ملعب دي كويب في روتردام، في الدور نصف النهائي من نهائيات دوري الأمم الأوروبية 2023. وفي المباراة، حصل مودريتش على ركلة جزاء بعد أن أسقطه كودي جاكبو، والتي حولها أندريه كراماريتش إلى هدف. وعندما امتدت المباراة إلى الوقت الإضافي، ساعد برونو بيتكوفيتش في إحراز هدف الفوز، وأغلق الفوز بتسجيله ركلة جزاء بنفسه. تم اختيار مودريتش لاحقًا كأفضل لاعب في المباراة. احتل مودريتش المركز الثاني حيث خسرت كرواتيا في النهاية أمام إسبانيا 5–4 بركلات الترجيح في المباراة النهائية، والتي سجل منها هدفًا، بعد التعادل 0–0 بعد الوقت الإضافي.

### 2024: يورو 2024
في 20 مايو 2024، تم ضم مودريتش إلى التشكيلة النهائية لبطولة أمم أوروبا 2024. وأصبح واحدًا من ثلاثة لاعبين فقط شاركوا في خمس بطولات أوروبية. في آخر مباراة في مرحلة المجموعات ضد إيطاليا، تصدى جيانلويجي دوناروما لركلة جزاءه، لكنه سجل هدفًا بعد دقيقة واحدة، ليصبح أكبر هداف في البطولة الأوروبية متجاوزًا إيفيكا فاستيتش لمدة 32 يومًا. ومع ذلك، فقد حصل على جائزة أفضل لاعب في المباراة، على الرغم من هدف التعادل في الوقت بدل الضائع من ماتيا زاكاجني والذي أدى إلى التعادل 1–1، مما أدى إلى إقصاء فريقه من البطولة.

## حياته الشخصية
تزوج مودريتش من فانجا بوسنيتش في مايو 2010 في العاصمة الكرواتية زغرب بعد أربع سنوات من المواعدة. ولد ابنهما إيفانو في 6 يونيو 2010. ولدت ابنتهما إيما في 25 أبريل 2013. ولدت ابنتهما الثانية صوفيا في 2 أكتوبر 2017. مودريتش يعيش عمومًا حياة أسرية هادئة. بالإضافة إلى لغته الأم الكرواتية، يتحدث مودريتش أيضًا الإنجليزية، والإسبانية، وهو يتبع الكنيسة الرومانية الكاثوليكية.
في أواخر عام 2019، أصدر مودريتش سيرته الذاتية Moja igra (لعبتي)، التي شارك في كتابتها الصحفي الرياضي الكرواتي البارز روبرت ماتيوني.

## الإحصائيات

### النادي
آخر تحديث 24 مايو 2025
.
| النادي                  | الموسم   | الدوري                   | الدوري | الدوري  | الكأس الوطني | الكأس الوطني | كأس الدوري | كأس الدوري | قاري   | قاري    | أخرى   | أخرى    | المجموع | المجموع |
| النادي                  | الموسم   | الدرجة                   | الظهور | الأهداف | الظهور       | الأهداف      | الظهور     | الأهداف    | الظهور | الأهداف | الظهور | الأهداف | الظهور  | الأهداف |
| ----------------------- | -------- | ------------------------ | ------ | ------- | ------------ | ------------ | ---------- | ---------- | ------ | ------- | ------ | ------- | ------- | ------- |
| دينامو زغرب             | 2003–04  | الدوري الكرواتي الممتاز  | 0      | 0       | 0            | 0            | —          | —          | —      | —       | —      | —       | 0       | 0       |
| دينامو زغرب             | 2004–05  | الدوري الكرواتي الممتاز  | 7      | 0       | 1            | 0            | —          | —          | —      | —       | —      | —       | 8       | 0       |
| دينامو زغرب             | 2005–06  | الدوري الكرواتي الممتاز  | 32     | 7       | 1            | 0            | —          | —          | —      | —       | —      | —       | 33      | 7       |
| دينامو زغرب             | 2006–07  | الدوري الكرواتي الممتاز  | 30     | 6       | 7            | 1            | —          | —          | 6      | 0       | 1      | 1       | 44      | 8       |
| دينامو زغرب             | 2007–08  | الدوري الكرواتي الممتاز  | 25     | 13      | 8            | 1            | —          | —          | 12     | 3       | —      | —       | 45      | 17      |
| دينامو زغرب             | المجموع  | المجموع                  | 94     | 26      | 17           | 2            | —          | —          | 18     | 3       | 1      | 1       | 130     | 32      |
| زرينيسكي موستار (إعارة) | 2003–04  | دوري البوسنة والهرسك     | 25     | 8       | —            | —            | —          | —          | —      | —       | —      | —       | 25      | 8       |
| إنتر زابرشيتش (إعارة)   | 2004–05  | الدوري الكرواتي الممتاز  | 18     | 4       | —            | —            | —          | —          | —      | —       | —      | —       | 18      | 4       |
| توتنهام هوتسبير         | 2008–09  | الدوري الإنجليزي الممتاز | 34     | 3       | 2            | 1            | 4          | 0          | 4      | 1       | —      | —       | 44      | 5       |
| توتنهام هوتسبير         | 2009–10  | الدوري الإنجليزي الممتاز | 25     | 3       | 7            | 0            | 0          | 0          | —      | —       | —      | —       | 32      | 3       |
| توتنهام هوتسبير         | 2010–11  | الدوري الإنجليزي الممتاز | 32     | 3       | 2            | 0            | 0          | 0          | 9      | 1       | —      | —       | 43      | 4       |
| توتنهام هوتسبير         | 2011–12  | الدوري الإنجليزي الممتاز | 36     | 4       | 3            | 0            | 0          | 0          | 2      | 1       | —      | —       | 41      | 5       |
| توتنهام هوتسبير         | المجموع  | المجموع                  | 127    | 13      | 14           | 1            | 4          | 0          | 15     | 3       | —      | —       | 160     | 17      |
| ريال مدريد              | 2012–13  | الدوري الإسباني          | 33     | 3       | 8            | 0            | —          | —          | 11     | 1       | 1      | 0       | 53      | 4       |
| ريال مدريد              | 2013–14  | الدوري الإسباني          | 34     | 1       | 6            | 0            | —          | —          | 11     | 1       | —      | —       | 51      | 2       |
| ريال مدريد              | 2014–15  | الدوري الإسباني          | 16     | 1       | 0            | 0            | —          | —          | 6      | 0       | 3      | 0       | 25      | 1       |
| ريال مدريد              | 2015–16  | الدوري الإسباني          | 32     | 2       | 0            | 0            | —          | —          | 12     | 1       | —      | —       | 44      | 3       |
| ريال مدريد              | 2016–17  | الدوري الإسباني          | 25     | 1       | 2            | 0            | —          | —          | 11     | 0       | 3      | 0       | 41      | 1       |
| ريال مدريد              | 2017–18  | الدوري الإسباني          | 26     | 1       | 2            | 0            | —          | —          | 11     | 1       | 4      | 0       | 43      | 2       |
| ريال مدريد              | 2018–19  | الدوري الإسباني          | 34     | 3       | 3            | 0            | —          | —          | 6      | 0       | 3      | 1       | 46      | 4       |
| ريال مدريد              | 2019–20  | الدوري الإسباني          | 31     | 3       | 1            | 0            | —          | —          | 6      | 1       | 2      | 1       | 40      | 5       |
| ريال مدريد              | 2020–21  | الدوري الإسباني          | 35     | 5       | 0            | 0            | —          | —          | 12     | 1       | 1      | 0       | 48      | 6       |
| ريال مدريد              | 2021–22  | الدوري الإسباني          | 28     | 2       | 2            | 0            | —          | —          | 13     | 0       | 2      | 1       | 45      | 3       |
| ريال مدريد              | 2022–23  | الدوري الإسباني          | 33     | 4       | 4            | 0            | —          | —          | 10     | 2       | 5      | 0       | 52      | 6       |
| ريال مدريد              | 2023–24  | الدوري الإسباني          | 32     | 2       | 1            | 0            | —          | —          | 11     | 0       | 2      | 0       | 46      | 2       |
| ريال مدريد              | 2024–25  | الدوري الإسباني          | 35     | 2       | 5            | 2            | —          | —          | 14     | 0       | 3      | 0       | 57      | 4       |
| ريال مدريد              | المجموع  | المجموع                  | 394    | 30      | 34           | 2            | —          | —          | 134    | 8       | 29     | 3       | 591     | 43      |
| الإجمالي                | الإجمالي | الإجمالي                 | 658    | 81      | 65           | 5            | 4          | 0          | 167    | 14      | 30     | 4       | 924     | 104     |

1. ↑  تشمل كأس كرواتيا، كأس الاتحاد الإنجليزي، كأس ملك إسبانيا
2. ↑  تشمل كأس رابطة الأندية الإنجليزية المحترفة
3. ↑  أربع مباريات في دوري أبطال أوروبا، مباراتين في الدوري الأوروبي
4. ↑  المباراة في  كأس السوبر الكرواتي
5. ↑  ست مباريات وهدفين في دوري أبطال أوروبا، وست مباريات وهدف واحد في كأس الاتحاد الأوروبي
6. ↑  المباريات في كأس الاتحاد الأوروبي
7. 1 2 3 4 5 6 7 8 9 10 11 12 13 14  المباريات في دوري أبطال أوروبا
8. ↑  المباريات في الدوري الأوروبي
9. 1 2 3 4 5  المباريات في كأس السوبر الإسباني
10. ↑  مباراتين في كأس السوبر الإسباني، ومباراة واحدة في كأس السوبر الأوروبي
11. ↑  مباراة واحدة في كأس السوبر الأوروبي، ومباراتين في كأس العالم للأندية
12. ↑  مباراة واحدة في كأس السوبر الإسباني، ومباراة واحدة في كأس السوبر الأوروبي، ومباراتان في كأس العالم للأندية
13. ↑  مباراة واحدة في كأس السوبر الأوروبي، ومباراتين وهدف واحد في كأس العالم للأندية
14. ↑  مباراتين في كأس السوبر الإسباني، ومباراة واحدة في كأس السوبر الأوروبي، ومباراتين في كأس العالم للأندية
15. ↑  مباراة واحدة في كأس السوبر الإسباني، ومباراة واحدة في كأس السوبر الأوروبي، ومباراة واحدة في كأس القارات للأندية

### المنتخب
آخر تحديث 23 مارس 2025
.
| المنتخب الوطني | العام   | الظهور | الأهداف |
| -------------- | ------- | ------ | ------- |
| كرواتيا        | 2006    | 12     | 2       |
| كرواتيا        | 2007    | 10     | 1       |
| كرواتيا        | 2008    | 11     | 3       |
| كرواتيا        | 2009    | 3      | 1       |
| كرواتيا        | 2010    | 8      | 0       |
| كرواتيا        | 2011    | 9      | 1       |
| كرواتيا        | 2012    | 9      | 0       |
| كرواتيا        | 2013    | 10     | 0       |
| كرواتيا        | 2014    | 11     | 2       |
| كرواتيا        | 2015    | 4      | 0       |
| كرواتيا        | 2016    | 8      | 1       |
| كرواتيا        | 2017    | 8      | 1       |
| كرواتيا        | 2018    | 15     | 2       |
| كرواتيا        | 2019    | 9      | 2       |
| كرواتيا        | 2020    | 6      | 0       |
| كرواتيا        | 2021    | 13     | 4       |
| كرواتيا        | 2022    | 16     | 3       |
| كرواتيا        | 2023    | 10     | 1       |
| كرواتيا        | 2024    | 12     | 3       |
| كرواتيا        | 2025    | 2      | 0       |
| المجموع        | المجموع | 186    | 27      |

تظهر نتيجة كرواتيا أولاً، ويشير عمود النتيجة إلى النتيجة بعد كل هدف لـ مودريتش.
| #  | التاريخ        | المكان                                     | م.  | الخصم     | الهدف | النتيجة      | المسابقة                          |
| -- | -------------- | ------------------------------------------ | --- | --------- | ----- | ------------ | --------------------------------- |
| 1  | 16 أغسطس 2006  | ملعب أرماندو بيتشي، ليفورنو، إيطاليا       | 8   | إيطاليا   | 2–0   | 2–0          | ودية                              |
| 2  | 7 أكتوبر 2006  | ملعب ماكسيمير، زغرب، كرواتيا               | 10  | أندورا    | 7–0   | 7–0          | تصفيات بطولة أمم أوروبا 2008      |
| 3  | 7 فبراير 2007  | ملعب كانتريدا، رييكا، كرواتيا              | 13  | النرويج   | 2–0   | 2–1          | ودية                              |
| 4  | 8 يونيو 2008   | ملعب إرنست هابل، فيينا، النمسا             | 27  | النمسا    | 1–0   | 1–0          | بطولة أمم أوروبا 2008             |
| 5  | 6 سبتمبر 2008  | ملعب ماكسيمير، زغرب، كرواتيا               | 30  | كازاخستان | 2–0   | 3–0          | تصفيات كأس العالم 2010            |
| 6  | 15 أكتوبر 2008 | ملعب ماكسيمير، زغرب، كرواتيا               | 33  | أندورا    | 3–0   | 4–0          | تصفيات كأس العالم 2010            |
| 7  | 6 يونيو 2009   | ملعب ماكسيمير، زغرب، كرواتيا               | 35  | أوكرانيا  | 2–2   | 2–2          | تصفيات كأس العالم 2010            |
| 8  | 6 سبتمبر 2011  | ملعب ماكسيمير، زغرب، كرواتيا               | 49  | إسرائيل   | 1–1   | 3–1          | تصفيات بطولة أمم أوروبا 2012      |
| 9  | 9 سبتمبر 2014  | ملعب ماكسيمير، زغرب، كرواتيا               | 80  | مالطا     | 1–0   | 2–0          | تصفيات بطولة أمم أوروبا 2016      |
| 10 | 13 أكتوبر 2014 | ملعب غرادسكي، أوسييك، كرواتيا              | 82  | أذربيجان  | 5–0   | 6–0          | تصفيات بطولة أمم أوروبا 2016      |
| 11 | 12 يونيو 2016  | بارك دي برينس، باريس، فرنسا                | 91  | تركيا     | 1–0   | 1–0          | بطولة أمم أوروبا 2016             |
| 12 | 9 نوفمبر 2017  | ملعب ماكسيمير، زغرب، كرواتيا               | 102 | اليونان   | 1–0   | 4–1          | تصفيات كأس العالم 2018            |
| 13 | 16 يونيو 2018  | ملعب كالينينغراد، كالينينغراد، روسيا       | 107 | نيجيريا   | 2–0   | 2–0          | كأس العالم 2018                   |
| 14 | 21 يونيو 2018  | ملعب نيجني نوفغورود، نيجني نوفغورود، روسيا | 108 | الأرجنتين | 2–0   | 3–0          | كأس العالم 2018                   |
| 15 | 9 سبتمبر 2019  | باكسيل أرينا، باكو، أذربيجان               | 124 | أذربيجان  | 1–0   | 1–1          | تصفيات بطولة أمم أوروبا 2020      |
| 16 | 10 أكتوبر 2019 | ملعب بولجد، سبليت، كرواتيا                 | 125 | المجر     | 1–0   | 3–0          | تصفيات بطولة أمم أوروبا 2020      |
| 17 | 30 مارس 2021   | ملعب روجييفيكا، رييكا، كرواتيا             | 136 | مالطا     | 2–0   | 3–0          | تصفيات كأس العالم 2022            |
| 18 | 22 يونيو 2021  | هامبدن بارك، غلاسكو، إسكتلندا              | 141 | إسكتلندا  | 2–1   | 3–1          | بطولة أمم أوروبا 2020             |
| 19 | 11 أكتوبر 2021 | ملعب غرادسكي، أوسييك، كرواتيا              | 144 | سلوفاكيا  | 2–2   | 2–2          | تصفيات كأس العالم 2022            |
| 20 | 11 نوفمبر 2021 | ملعب تاكالي الوطني، تاكالي، مالطا          | 145 | مالطا     | 4–1   | 7–1          | تصفيات كأس العالم 2022            |
| 21 | 29 مارس 2022   | استاد المدينة التعليمية، الريان، قطر       | 148 | بلغاريا   | 1–1   | 2–1          | ودية                              |
| 22 | 13 يونيو 2022  | ملعب فرنسا، سان دوني، فرنسا                | 152 | فرنسا     | 1–0   | 1–0          | دوري الأمم الأوروبية 2022–23 أ    |
| 23 | 25 سبتمبر 2022 | ملعب إرنست هابل، فيينا، النمسا             | 154 | النمسا    | 1–0   | 3–1          | دوري الأمم الأوروبية 2022–23 أ    |
| 24 | 14 يونيو 2023  | ملعب دي كويب، روتردام، هولندا              | 165 | هولندا    | 4–2   | 4–2 (ب.و.إ.) | نهائيات دوري الأمم الأوروبية 2023 |
| 25 | 8 يونيو 2024   | الملعب الوطني، أويرس، البرتغال             | 175 | البرتغال  | 1–0   | 2–1          | ودية                              |
| 26 | 24 يونيو 2024  | ريد بل أرينا، لايبزيغ، ألمانيا             | 178 | إيطاليا   | 1–0   | 1–1          | بطولة أمم أوروبا 2024             |
| 27 | 8 سبتمبر 2024  | أوبس أرينا، أوسييك، كرواتيا                | 180 | بولندا    | 1–0   | 1–0          | دوري الأمم الأوروبية 2024–25 أ    |

## الإنجازات

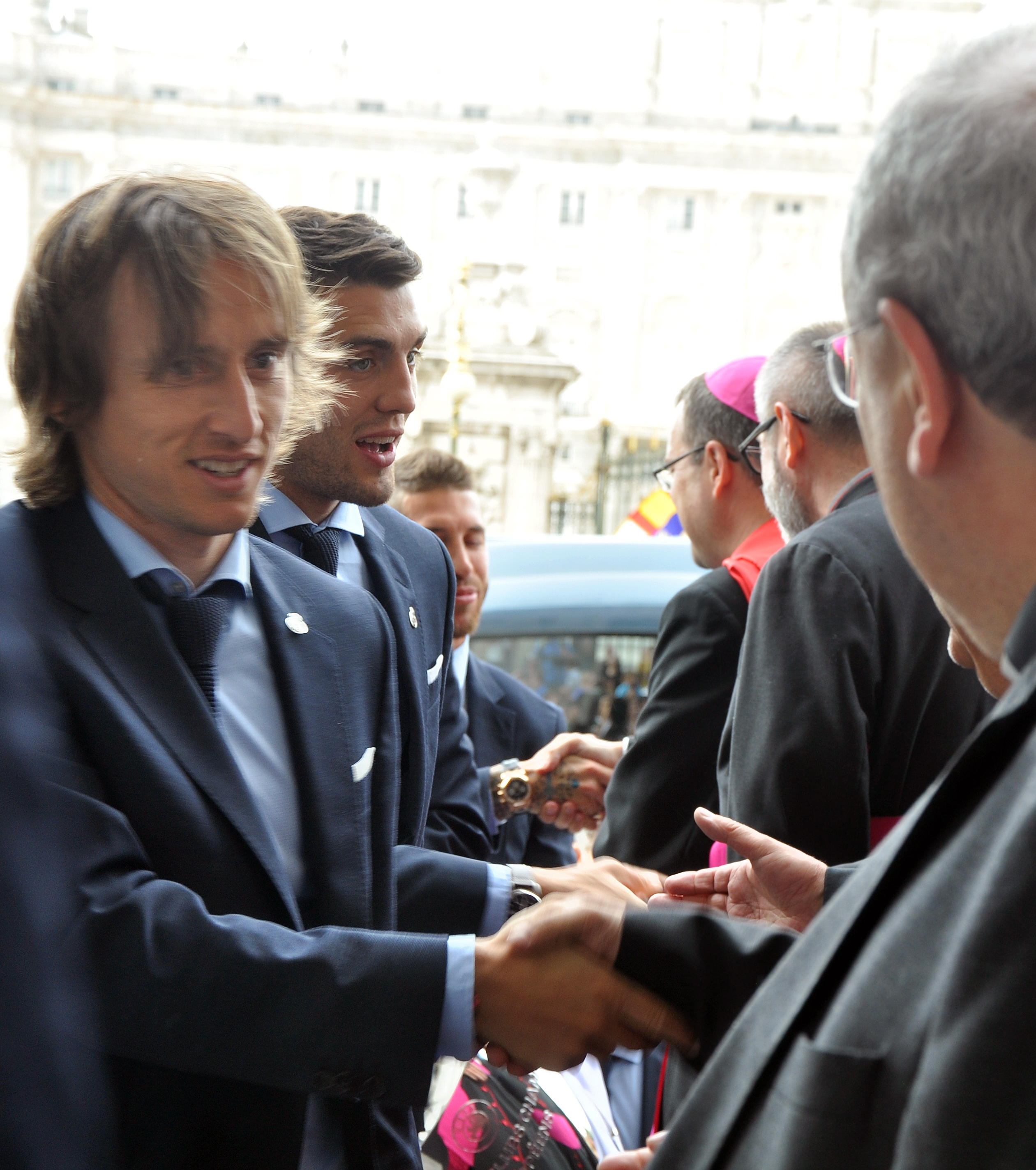
تهنئه مودريتش من قبل أساقفة كاتدرائية المودينا بعد فوزه بدوري أبطال أوروبا 2017–18.

### النادي
دينامو زغرب
- الدوري الكرواتي الممتاز: 2005–06، 2006–07، 2007–08
- كأس كرواتيا: 2006–07، 2007–08
- كأس السوبر الكرواتي: 2006

ريال مدريد
- الدوري الإسباني: 2016–17،[332] 2019–20[145]، 2021–22،[333] 2023–24[334]
- كأس السوبر الإسباني: 2012،[335] 2017،[336] 2019–20[337]، 2021–22،[338] 2023–24[339]
- كأس ملك إسبانيا: 2013–14[340]، 2022–23[341]
- دوري أبطال أوروبا: 2013–14،[342] 2015–16،[343] 2016–17،[344] 2017–18،[345]2021–22،[346] 2023–24[347]
- كأس السوبر الأوروبي: 2014،[348] 2016،[349] 2017[350]، 2022،[351] 2024[352]
- كأس العالم للأندية: 2014،[353] 2016،[354] 2017،[355] 2018، 2022
- كأس القارات للأندية: 2024[356]

### المنتخب
كرواتيا
- كأس العالم الوصيف: 2018[278][279]

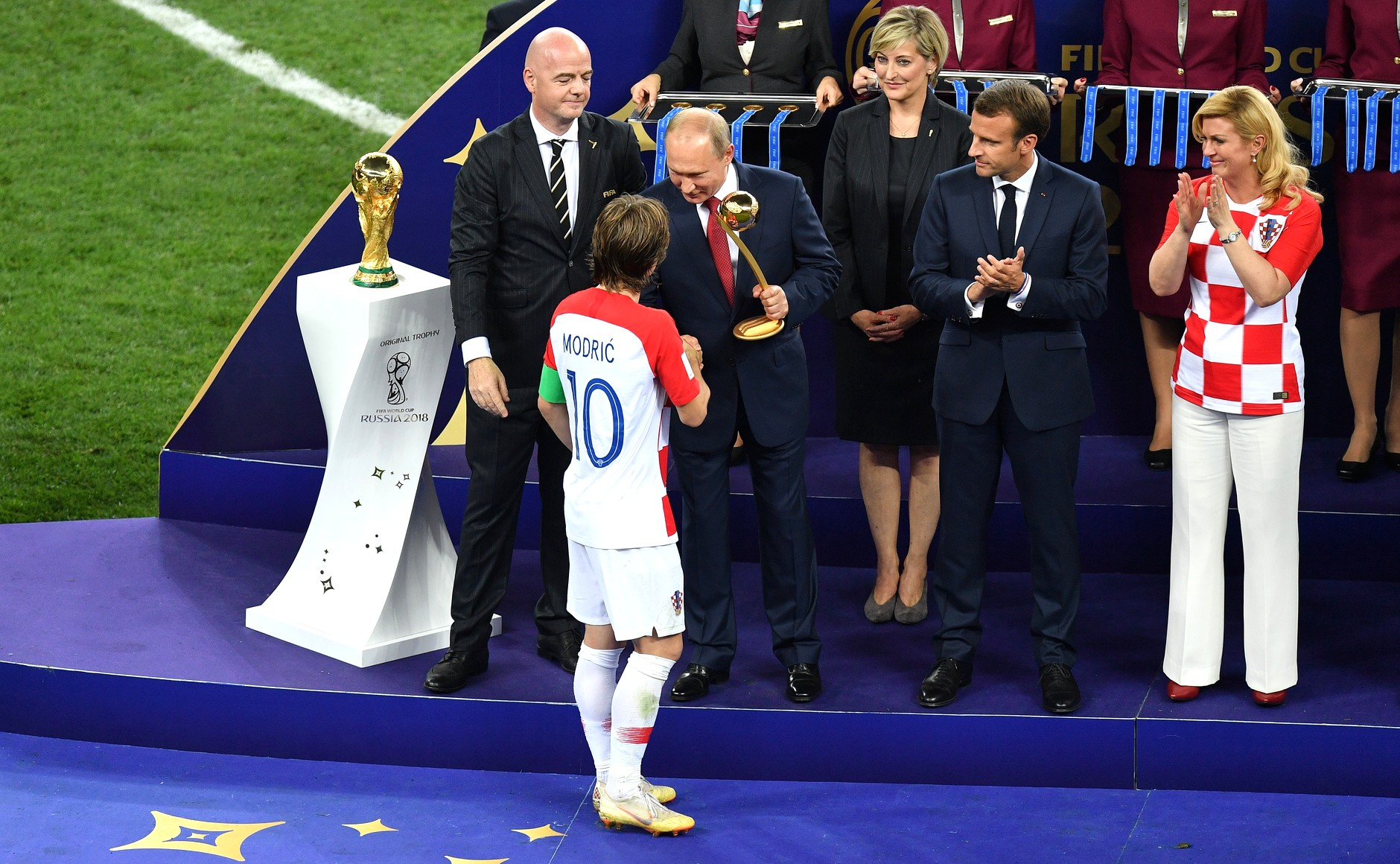
مودريتش يتسلم جائزة الكرة الذهبية من يد فلاديمير بوتين بعد نهائي كأس العالم 2018.

- كأس العالم 2022: الميدالية البرونزية

### الفردية
- جائزة أفضل لاعب في أوروبا:2018[357]
- أفضل لاعب في الدوري البوسني الممتاز: 2003
- أفضل لاعب كرواتي واعد: 2004
- أفضل لاعب في الدوري الكرواتي الممتاز: 2007
- لاعب العام في الدوري الكرواتي الممتاز[الإنجليزية]: 2007
- أفضل لاعب كرواتي: 2007، 2008، 2011، 2014، 2016، 2017
- أوسكار كرة القدم[الإنجليزية] لأفضل لاعب الكرواتي: 2013،[358] 2014،[359] 2015،[360] 2016،[361] 2017،[362] 2018[363]
- أفضل لاعب كرواتي من قبل اتحاد كرواتيا لكرة القدم: 2018[364]
- بطولة أمم أوروبا فريق البطولة: 2008
- لاعب العام في توتنهام هوتسبير: 2010–11
- فريق الموسم لدوري أبطال أوروبا: 2013–14، 2015–16، 2016–17، 2017–18[365][366][367][368]
- أفضل لاعب وسط في الدوري الإسباني: 2013–14، 2015–16[369][370]
- فيفبرو: 2015، 2016، 2017[371][372][373]
- فيفبرو: التشكيلة الثانية: 2014[374]
- تشكيلة الموسم في الدوري الإسباني: 2015–16[375]
- تشكيلة الموسم في الدوري الإسباني من الويفا: 2015–16[376]
- أفضل لاعب وسط من فيسبوك فوتبول: جوائز فيسبوك فوتبول[377]
- كأس العالم للأندية: الكرة الفضية: 2016[378]
- جائزة اليويفا لأفضل فريق: 2016،[379] 2017[380]
- لاعب الوسط لهذا العام من إي إس بي إن: 2016،[381] 2017[382]
- جوائز الاتحاد الأوروبي لكرة القدم: أفضل لاعب وسط: 2017[383]
- أفضل صانع ألعاب من الاتحاد الدولي لتاريخ وإحصاءات كرة القدم الجائزة البرونزية: 2017[384]
- تشكيلة العام من الاتحاد الدولي لتاريخ وإحصاءات كرة القدم: 2017[385]
- كأس العالم للأندية: الكرة الذهبية: 2017[386]
- جائزة كرة أديداس الذهبية لكأس العالم: أفضل لاعب في كأس العالم 2018[387]
- جائزة أفضل لاعب في أوروبا: 2017–18
- جائزة أفضل لاعب في العالم: 2018 [23]
- جائزة الكرة الذهبية: 2018

## وصلات خارجية
- لوكا مودريتش على موقع الاتحاد الدولي (مؤرشف)  (الإنجليزية)
- لوكا مودريتش على موقع الاتحاد الأوربي (الإنجليزية)
- لوكا مودريتش على موقع اتحاد كرواتيا (الكرواتية)
- لوكا مودريتش على موقع إي إس بي إن إف سي (الإنجليزية)
- لوكا مودريتش على موقع قاعدة بيانات كرة القدم.إي يو (الإنجليزية)
- لوكا مودريتش على موقع ليكيب (الفرنسية)
- لوكا مودريتش على موقع ناشيونال فوتبول تيمز (الإنجليزية)
- لوكا مودريتش على موقع Soccerbase.com (لاعب) (الإنجليزية)
- لوكا مودريتش على موقع Soccerway.com (الإنجليزية)
- لوكا مودريتش على موقع عالم كرة القدم.نت (الإنجليزية)